# Ausztrália a 2012. évi nyári olimpiai játékokon
Ausztrália a nagy-britanniai Londonban megrendezett 2012. évi nyári olimpiai játékok egyik részt vevő nemzete volt. Az országot az olimpián 29 sportágban 406 sportoló képviselte, akik összesen 35 érmet szereztek.

## Érmesek
| Érem  | Versenyző | Sportág      | Versenyszám                    |
| ----- | --- | ------------ | ------------------------------ |
| Arany | Jared Tallent | Atlétika     | Férfi 50 km gyaloglás          |
| Arany | Sally McLellan-Pearson | Atlétika     | Női 100 m gát                  |
| Arany | Tate Smith Dave Smith Murray Stewart Jacob Clear | Kajak-kenu   | Férfi kajak négyes 1000 m      |
| Arany | Anna Meares | Kerékpározás | Női egyéni sprint              |
| Arany | Alicia Coutts Cate Campbell Brittany Elmslie Mel Schlanger Emily Seebohm Yolane Kukla Libby Lenton-Trickett | Úszás        | Női 4 × 100 m gyorsváltó       |
| Arany | Tom Slingsby | Vitorlázás   | Férfi laser                    |
| Arany | Mathew Belcher Malcolm Page | Vitorlázás   | Férfi 470-es osztály           |
| Arany | Iain Jensen Nathan Outteridge | Vitorlázás   | Férfi könnyű 49-es dingi       |
| Ezüst | Mitch Watt | Atlétika     | Férfi távolugrás               |
| Ezüst | William Lockwood James Chapman Drew Ginn Joshua Dunkley-Smith | Evezés       | Férfi kormányos nélküli négyes |
| Ezüst | Kim Crow Brooke Pratley | Evezés       | Női kétpárevezős               |
| Ezüst | Kate Hornsey Sarah Outhwaite-Tait | Evezés       | Női kormányos nélküli kettes   |
| Ezüst | Jessica Fox | Kajak-kenu   | Női szlalom kajak egyes        |
| Ezüst | Jack Bobridge Glenn O'Shea Rohan Dennis Michael Hepburn | Kerékpározás | Férfi csapat üldözőverseny     |
| Ezüst | Sam Willoughby | Kerékpározás | Férfi BMX                      |
| Ezüst | Brittany Broben | Műugrás      | Női egyéni toronyugrás         |
| Ezüst | James Magnussen | Úszás        | Férfi 100 m gyors              |
| Ezüst | Christian Sprenger | Úszás        | Férfi 100 m mell               |
| Ezüst | Bronte Barratt Mel Schlanger Kylie Palmer Alicia Coutts Brittany Elmslie Angie Bainbridge Jade Neilsen Blair Evans | Úszás        | Női 4 × 200 m gyorsváltó       |
| Ezüst | Emily Seebohm | Úszás        | Női 100 m hát                  |
| Ezüst | Alicia Coutts | Úszás        | Női 200 m vegyes               |
| Ezüst | Emily Seebohm Leisel Jones Alicia Coutts Mel Schlanger Brittany Elmslie | Úszás        | Női 4 × 100 m vegyes váltó     |
| Ezüst | Olivia Price Nina Curtis Lucinda Whitty | Vitorlázás   | Női elliott 6 méteres          |
| Bronz | Chris Morgan Karsten Forsterling James McRae Daniel Noonan | Evezés       | Férfi négypárevezős            |
| Bronz | Kim Crow | Evezés       | Női egypárevezős               |
| Bronz | Nemzeti válogatott Nathan Burgers Matthew Butturini Joel Carroll Chris Ciriello Liam De Young Timothy Deavin Jamie Dwyer Russell Ford Matthew Gohdes Kieran Govers Fergus Kavanagh Mark Knowles Eddie Ockenden Simon Orchard Matthew Swann Glenn Turner | Gyeplabda    | Férfi                          |
| Bronz | Shane Perkins | Kerékpározás | Férfi egyéni sprint            |
| Bronz | Kaarle McCulloch Anna Meares | Kerékpározás | Női csapatsprint               |
| Bronz | Annette Edmondson | Kerékpározás | Női omnium                     |
| Bronz | Nemzeti válogatott Suzy Batkovic Abby Bishop Liz Cambage Kristi Harrower Lauren Jackson Rachel Jarry Kathleen MacLeod Jenna O’Hea Samantha Richards Jenni Screen Belinda Snell Laura Summerton-Hodges                                                   | Kosárlabda   | Női                            |
| Bronz | Erin Densham | Triatlon     | Női                            |
| Bronz | Hayden Stoeckel Christian Sprenger Matt Targett James Magnussen Brenton Rickard Tommaso D’Orsogna | Úszás        | Férfi 4 × 100 m vegyes váltó   |
| Bronz | Bronte Barratt | Úszás        | Női 200 m gyors                |
| Bronz | Alicia Coutts | Úszás        | Női 100 m pillangó             |
| Bronz | Nemzeti válogatott Gemma Beadsworth Victoria Brown Kate Gynther Bronwen Knox Holly Lincoln-Smith Alicia McCormack Jane Moran Glencora Ralph Mel Rippon Sophie Smith Ash Southern Rowie Webster Nicola Zagame                                            | Vízilabda    | Női                            |

## Asztalitenisz
Férfi
| Versenyző                               | Versenyszám | Selejtező                                                    | 64-es főtábla                                         | 48-as főtábla                                             | 32-es főtábla                                                           | Nyolcaddöntő                                           | Negyeddöntő       | Elődöntő          | Döntő             | Helyezés |
| Versenyző                               | Versenyszám | Ellenfél Eredmény                                            | Ellenfél Eredmény                                     | Ellenfél Eredmény                                         | Ellenfél Eredmény                                                       | Ellenfél Eredmény                                      | Ellenfél Eredmény | Ellenfél Eredmény | Ellenfél Eredmény | Helyezés |
| --------------------------------------- | ----------- | ------------------------------------------------------------ | ----------------------------------------------------- | --------------------------------------------------------- | ----------------------------------------------------------------------- | ------------------------------------------------------ | ----------------- | ----------------- | ----------------- | -------- |
| William Henzell                         | Egyes       | erőnyerő                                                     | Pattantyús Ádám (HUN) · 13–11, 11–8, 11–9, 6–11, 11–9 | João Monteiro (POR) · 2–11, 11–8, 11–9, 11–6, 6–11, 12–10 | Uladzimir Szamszonav (BLR) · 10–12, 11–8, 13–11, 9–11, 9–11, 11–8, 7–11 | kiesett                                                | kiesett           | kiesett           | kiesett           | 17.      |
| Justin Han                              | Egyes       | Mawussi Agbetoglo (TOG) · 9–11, 11–7, 11–1, 8–11, 11–8, 11–9 | Noshad Alamian (IRI) · 5–11, 7–11, 7–11, 11–13        | kiesett                                                   | kiesett                                                                 | kiesett                                                | kiesett           | kiesett           | kiesett           | 49.      |
| Robert Frank Justin Han William Henzell | Csapat      |                                                              |                                                       |                                                           |                                                                         | Szingapúr (SIN) · Gao Ning · Zhan Jian · Yang Zi · 0–3 | kiesett           | kiesett           | kiesett           | 9.       |

Női
| Versenyző                          | Versenyszám | Selejtező         | 64-es főtábla                                            | 48-as főtábla                                            | 32-es főtábla     | Nyolcaddöntő                                                              | Negyeddöntő       | Elődöntő          | Döntő             | Helyezés |
| Versenyző                          | Versenyszám | Ellenfél Eredmény | Ellenfél Eredmény                                        | Ellenfél Eredmény                                        | Ellenfél Eredmény | Ellenfél Eredmény                                                         | Ellenfél Eredmény | Ellenfél Eredmény | Ellenfél Eredmény | Helyezés |
| ---------------------------------- | ----------- | ----------------- | -------------------------------------------------------- | -------------------------------------------------------- | ----------------- | ------------------------------------------------------------------------- | ----------------- | ----------------- | ----------------- | -------- |
| Jian Fang Lay                      | Egyes       | erőnyerő          | Lígia Silva (BRA) · 8–11, 11–1, 11–5, 11–6, 11–1         | Xue Li (FRA) · 7–11, 11–13, 11–7, 3–11, 11–9, 11–9, 6–11 | kiesett           | kiesett                                                                   | kiesett           | kiesett           | kiesett           | 33.      |
| Miao Miao                          | Egyes       | erőnyerő          | Dana Hadačová (CZE) · 11–8, 11–9, 6–11, 7–11, 11–7, 11–7 | Huang Yi-hua (TPE) · 7–11, 9–11, 7–11, 4–11              | kiesett           | kiesett                                                                   | kiesett           | kiesett           | kiesett           | 33.      |
| Jian Fang Lay Miao Miao Vivian Tan | Csapat      |                   |                                                          |                                                          |                   | Németország (GER) · Wu Jiaduo · Irene Ivancan · Kristin Silbereisen · 0–3 | kiesett           | kiesett           | kiesett           | 9.       |

## Atlétika
Férfi
| Steven Solomon                                            | 400 m           | 45,18    | 1.  | 8.   | 44,97   | 3.      | 7.      | 45,14         | 8.            |               |         |         |
| Jeff Riseley                                              | 800 m           | 1:46,99  | 5.  | 23.  | kiesett | kiesett | kiesett | kiesett       | kiesett       |               |         |         |
| Ryan Gregson                                              | 1500 m          | 3:38,54  | 9.  | 9.   | 3:51,86 | 12.     | 25.     | kiesett       | kiesett       |               |         |         |
| David McNeill                                             | 5000 m          | 13:45,88 | 13. | 29.  |         |         |         | kiesett       | kiesett       |               |         |         |
| Craig Mottram                                             | 5000 m          | 13:40,24 | 16. | 28.  | kiesett | kiesett | kiesett | kiesett       | kiesett       |               |         |         |
| Collis Birmingham                                         | 5000 m          | 13:50,39 | 17. | 35.  | kiesett | kiesett | kiesett | kiesett       | kiesett       |               |         |         |
| Michael Shelley                                           | Maraton         |          |     |      |         |         |         | 2:14:10       | 16.           |               |         |         |
| Martin Dent                                               | Maraton         |          |     |      |         |         |         | 2:16:29       | 28.           |               |         |         |
| Jeff Hunt                                                 | Maraton         |          |     |      |         |         |         | 2:22:59       | 63.           |               |         |         |
| Brendan Cole                                              | 400 m gát       | 49,24    | 2.  | 11.* | 49,65   | 5.      | 16.     | kiesett       | kiesett       |               |         |         |
| Tristan Thomas                                            | 400 m gát       | 49,13    | 4.  | 5.*  | 50,55   | 7.      | 21.     | kiesett       | kiesett       |               |         |         |
| Youcef Abdi                                               | 3000 m akadály  |          |     |      | 8:29,81 | 6.      | 23.     | kiesett       | kiesett       | kiesett       | kiesett | kiesett |
| Anthony Alozie Isaac Ntiamoah Andrew McCabe Joshua Ross   | 4 × 100 m váltó | 38,17    | 5.  | 7.   |         |         |         | 38,43         | 7.            |               |         |         |
| Steven Solomon Ben Offereins Brendan Cole John Steffensen | 4 × 400 m váltó | 3:03,17  | 5.  | 10.  |         |         |         | kiesett       | kiesett       |               |         |         |
| Chris Erickson                                            | 20 km gyaloglás |          |     |      |         |         |         | 1:24:19       | 38.           |               |         |         |
| Adam Rutter                                               | 20 km gyaloglás |          |     |      |         |         |         | nem ért célba | nem ért célba | nem ért célba |         |         |
| Jared Tallent                                             | 20 km gyaloglás |          |     |      |         |         |         | 1:20:02       | 7.            |               |         |         |
| Jared Tallent                                             | 50 km gyaloglás |          |     |      |         |         |         | 3:36:53       |               |               |         |         |
| Nathan Deakes                                             | 50 km gyaloglás |          |     |      |         |         |         | 3:48:45       | 22.           |               |         |         |
| Luke Adams                                                | 50 km gyaloglás |          |     |      |         |         |         | 3:53:41       | 26.           |               |         |         |

| Versenyző        | Versenyszám   | Selejtező | Selejtező | Döntő                    | Döntő                    |
| Versenyző        | Versenyszám   | Eredmény  | Helyezés  | Eredmény                 | Helyezés                 |
| ---------------- | ------------- | --------- | --------- | ------------------------ | ------------------------ |
| Steve Hooker     | Rúdugrás      | 550 cm    | 9.**      | érvényes kísérlet nélkül | érvényes kísérlet nélkül |
| Mitchell Watt    | Távolugrás    | 799 cm    | 9.        | 816 cm                   |                          |
| Henry Frayne     | Távolugrás    | 795 cm    | 11.       | 785 cm                   | 9.                       |
| Henry Frayne     | Hármasugrás   | 16,40 m   | 17.       | kiesett                  | kiesett                  |
| Dale Stevenson   | Súlylökés     | 19,17 m   | 26.       | kiesett                  | kiesett                  |
| Benn Harradine   | Diszkoszvetés | 64,00 m   | 9.        | 63,59 m                  | 9.                       |
| Scott Martin     | Diszkoszvetés | 62,14 m   | 19.       | kiesett                  | kiesett                  |
| Julian Wruck     | Diszkoszvetés | 60,08 m   | 28.       | kiesett                  | kiesett                  |
| Jarrod Bannister | Gerelyhajítás | 77,38 m   | 27.       | kiesett                  | kiesett                  |

Női
| Versenyző              | Versenyszám     | Selejtező | Selejtező | Selejtező | Előfutam | Előfutam | Előfutam | Elődöntő | Elődöntő | Elődöntő | Döntő    | Döntő    |
| Versenyző              | Versenyszám     | Idő       | Hely.     | Össz.     | Idő      | Hely.    | Össz.    | Idő      | Hely.    | Össz.    | Idő      | Helyezés |
| ---------------------- | --------------- | --------- | --------- | --------- | -------- | -------- | -------- | -------- | -------- | -------- | -------- | -------- |
| Melissa Breen          | 100 m           | kiemelt   | kiemelt   | kiemelt   | 11,34    | 6.       | 27.      | kiesett  | kiesett  | kiesett  | kiesett  | kiesett  |
| Zoe Buckman            | 1500 m          |           |           |           | 4:07,83  | 8.       | 17.*     | 4:05,03  | 10.      | 10.      | kiesett  | kiesett  |
| Kaila McKnight         | 1500 m          |           |           |           | 4:13,80  | 5.       | 31.      | 4:08,44  | 12.      | 24.      | kiesett  | kiesett  |
| Eloise Wellings        | 5000 m          |           |           |           | 15:35,53 | 15.      | 30.      |          |          |          | kiesett  | kiesett  |
| Eloise Wellings        | 10 000 m        |           |           |           |          |          |          |          |          |          | 32:25,43 | 21.      |
| Lisa Weightman         | Maraton         |           |           |           |          |          |          |          |          |          | 2:27:32  | 17.      |
| Jessica Tengrove       | Maraton         |           |           |           |          |          |          |          |          |          | 2:31:17  | 39.      |
| Benita Willis-Johnson  | Maraton         |           |           |           |          |          |          |          |          |          | 2:49:38  | 100.     |
| Sally McLellan-Pearson | 100 m gát       |           |           |           | 12,57    | 1.       | 1.       | 12,39    | 1.       | 1.       | 12,35    |          |
| Lauren Boden           | 400 m gát       |           |           |           | 56,27    | 5.       | 23.      | 56,66    | 8.       | 23.      | kiesett  | kiesett  |
| Genevieve LaCaze       | 3000 m akadály  |           |           |           | 9:37,90  | 9.       | 22.*     |          |          |          | kiesett  | kiesett  |
| Regan Lamble           | 20 km gyaloglás |           |           |           |          |          |          |          |          |          | 1:30:08  | 17.      |
| Beki Lee               | 20 km gyaloglás |           |           |           |          |          |          |          |          |          | 1:32:14  | 28.      |
| Claire Woods-Tallent   | 20 km gyaloglás |           |           |           |          |          |          |          |          |          | kizárták | kizárták |

| Versenyző        | Versenyszám   | Selejtező                | Selejtező                | Döntő    | Döntő    |
| Versenyző        | Versenyszám   | Eredmény                 | Helyezés                 | Eredmény | Helyezés |
| ---------------- | ------------- | ------------------------ | ------------------------ | -------- | -------- |
| Alana Boyd       | Rúdugrás      | 455 cm                   | 11.                      | 430 cm   | 11.      |
| Liz Parnov       | Rúdugrás      | érvényes kísérlet nélkül | érvényes kísérlet nélkül | kiesett  | kiesett  |
| Dani Samuels     | Diszkoszvetés | 63,97 m                  | 7.                       | 60,40 m  | 12.      |
| Kathryn Mitchell | Gerelyhajítás | 60,11 m                  | 12.                      | 59,46 m  | 9.       |
| Kimberley Mickle | Gerelyhajítás | 59,23 m                  | 17.                      | kiesett  | kiesett  |

* - egy másik versenyzővel azonos eredményt ért el

** - öt másik versenyzővel azonos eredményt ért el

## Birkózás

### Férfi
Szabadfogású
| Versenyző     | Versenyszám | Selejtező         | Nyolcaddöntő                   | Negyeddöntő       | Elődöntő          | Vigaszág első kör | Vigaszág elődöntő | Bronz- mérkőzés   | Döntő             | Helyezés |
| Versenyző     | Versenyszám | Ellenfél Eredmény | Ellenfél Eredmény              | Ellenfél Eredmény | Ellenfél Eredmény | Ellenfél Eredmény | Ellenfél Eredmény | Ellenfél Eredmény | Ellenfél Eredmény | Helyezés |
| ------------- | ----------- | ----------------- | ------------------------------ | ----------------- | ----------------- | ----------------- | ----------------- | ----------------- | ----------------- | -------- |
| Farzad Tarash | 60 kg       | erőnyerő          | Ri Jong-Myong (PRK) · 0–3, 0–5 | kiesett           | kiesett           |                   |                   |                   |                   | 19.      |

## Cselgáncs
Férfi
| Versenyző        | Versenyszám  | Selejtező                              | 32-es főtábla                                 | Nyolcaddöntő                              | Negyeddöntő                          | Elődöntő          | Vigaszág elődöntő                     | Bronz- mérkőzés   | Döntő             | Helyezés |
| Versenyző        | Versenyszám  | Ellenfél Eredmény                      | Ellenfél Eredmény                             | Ellenfél Eredmény                         | Ellenfél Eredmény                    | Ellenfél Eredmény | Ellenfél Eredmény                     | Ellenfél Eredmény | Ellenfél Eredmény | Helyezés |
| ---------------- | ------------ | -------------------------------------- | --------------------------------------------- | ----------------------------------------- | ------------------------------------ | ----------------- | ------------------------------------- | ----------------- | ----------------- | -------- |
| Arnie Dickins    | Légsúly      | Betkili Shukvani (GEO) · 000(0)–103(0) | kiesett                                       | kiesett                                   | kiesett                              | kiesett           |                                       |                   |                   | 33.      |
| Ivo dos Santos   | Harmatsúly   | erőnyerő                               | Colin Oates (GBR) · 000(2)–002(0)             | kiesett                                   | kiesett                              | kiesett           |                                       |                   |                   | 17.      |
| Mark Anthony     | Középsúly    |                                        | erőnyerő                                      | Varlam Liparteliani (GEO) · 010(1)–002(0) | Asley González (CUB) · 000(2)–001(0) |                   | Ilíasz Iliádisz (GRE) · 000(0)–100(0) | kiesett           |                   | 7.       |
| Daniel Kelly     | Félnehézsúly |                                        | Artem Blosenko (UKR) · 000(3)–010(0)          | kiesett                                   | kiesett                              | kiesett           |                                       |                   |                   | 17.      |
| Jake Andrewartha | Nehézsúly    |                                        | Christopher Sherrington (GBR) · 000(0)–100(0) | kiesett                                   | kiesett                              | kiesett           |                                       |                   |                   | 17.      |

Női
| Versenyző   | Versenyszám | Selejtező         | Nyolcaddöntő                        | Negyeddöntő       | Elődöntő          | Vigaszág elődöntő | Bronz- mérkőzés   | Döntő             | Helyezés |
| Versenyző   | Versenyszám | Ellenfél Eredmény | Ellenfél Eredmény                   | Ellenfél Eredmény | Ellenfél Eredmény | Ellenfél Eredmény | Ellenfél Eredmény | Ellenfél Eredmény | Helyezés |
| ----------- | ----------- | ----------------- | ----------------------------------- | ----------------- | ----------------- | ----------------- | ----------------- | ----------------- | -------- |
| Carli Renzi | Könnyűsúly  | erőnyerő          | Automne Pavia (FRA) · 000(3)–015(1) | kiesett           | kiesett           |                   |                   |                   | 9.       |

## Evezés
Férfi
| Versenyző | Versenyszám                          | Előfutam | Előfutam | Vigaszág | Vigaszág | Elődöntő | Elődöntő | Elődöntő | Döntő | Döntő   | Döntő | Helyezés |
| Versenyző | Versenyszám                          | Idő      | Hely.    | Idő      | Hely.    | Típus    | Idő      | Hely.    | Típus | Idő     | Hely. | Helyezés |
| --- | ------------------------------------ | -------- | -------- | -------- | -------- | -------- | -------- | -------- | ----- | ------- | ----- | -------- |
| David Crawshay Scott Brennan | Kétpárevezős                         | 6:21,25  | 4.       | 6:25,36  | 1.       | A/B      | 6:23,47  | 5.       | B     | 6:22,19 | 2.    | 8.       |
| James Marburg Brodie Buckland | Kormányos nélküli kettes             | 6:24,83  | 2.       |          |          | A/B      | 7:02,12  | 3.       | A     | 6:29,28 | 5.    | 5.       |
| Chris Morgan Karsten Forsterling James McRae Daniel Noonan                                                                        | Négypárevezős                        | 5:41,56  | 3.       |          |          | A/B      | 6:05,45  | 2.       | A     | 5:45,22 | 3.    |          |
| William Lockwood James Chapman Drew Ginn Joshua Dunkley-Smith                                                                     | Kormányos nélküli négyes             | 5:47,06  | 1.       |          |          | A/B      | 5:59,23  | 2.       | A     | 6:05,19 | 2.    |          |
| Matt Ryan Francis Hegerty Maxi McKenzie-McHarg Bryn Coudraye Thomas Swann Joshua Booth Samuel Loch Nicholas Purnell Tobias Lister | Nyolcas                              | 5:32,43  | 2.       | 5:28,67  | 4.       |          |          |          | A     | 5:51,87 | 6.    | 6.       |
| Rod Chisholm Tom Gibson | Könnyűsúlyú kétpárevezős             | 6:47,33  | 3.       | 6:34,29  | 3.       | C/D      | 7:06,24  | 1.       | C     | 6:44,40 | 1.    | 13.      |
| Anthony Edwards Samuel Beltz Ben Cureton Todd Skipworth                                                                           | Könnyűsúlyú kormányos nélküli négyes | 5:51,18  | 2.       |          |          | A/B      | 6:05,31  | 3.       | A     | 6:04,05 | 4.    | 4.       |

Női
| Versenyző | Versenyszám              | Előfutam | Előfutam | Vigaszág | Vigaszág | Negyeddöntő | Negyeddöntő | Elődöntő | Elődöntő | Elődöntő | Döntő | Döntő   | Döntő | Helyezés |
| Versenyző | Versenyszám              | Idő      | Hely.    | Idő      | Hely.    | Idő         | Hely.       | Típus    | Idő      | Hely.    | Típus | Idő     | Hely. | Helyezés |
| --- | ------------------------ | -------- | -------- | -------- | -------- | ----------- | ----------- | -------- | -------- | -------- | ----- | ------- | ----- | -------- |
| Kim Crow | Egypárevezős             | 7:41,18  | 1.       |          |          | 7:34,29     | 1.          | A/B      | 7:44,69  | 2.       | A     | 7:58,04 | 3.    |          |
| Kim Crow Brooke Pratley | Kétpárevezős             | 6:48,80  | 1.       |          |          |             |             |          |          |          | A     | 6:58,55 | 2.    |          |
| Kate Hornsey Sarah Outhwaite-Tait | Kormányos nélküli kettes | 7:01,60  | 1.       |          |          |             |             |          |          |          | A     | 7:29,86 | 2.    |          |
| Dana Faletic Kerry Hore Pauline Frasca Amy Ives                                                                                           | Négypárevezős            | 6:17,52  | 2.       | 6:18,80  | 1.       |             |             |          |          |          | A     | 6:41,67 | 4.    | 4.       |
| Hannah Vermeersch Renee Chatterton Robyn Selby Smith Sarah Cook Tess Gerrand Alexandra Hagan Sally Kehoe Phoebe Stanley Elizabeth Patrick | Nyolcas                  | 6:20,89  | 2.       | 6:18,63  | 3.       |             |             |          |          |          | A     | 6:18,86 | 6.    | 6.       |
| Bronwen Watson Hannah Every-Hall | Könnyűsúlyú kétpárevezős | 7:05,30  | 2.       |          |          |             |             | A/B      | 7:12,35  | 3.       | A     | 7:20,68 | 5.    | 5.       |

## Gyeplabda

### Férfi
| Ausztrál férfi gyeplabdacsapat-játékoskeret                                                                                        | Ausztrál férfi gyeplabdacsapat-játékoskeret                                                                                       |
| --- | --- |
| - Nathan Burgers - Matthew Butturini - Joel Carroll - Chris Ciriello - Liam de Young - Timothy Deavin - Jamie Dwyer - Russell Ford | - Matthew Gohdes - Kieran Govers - Fergus Kavanagh - Mark Knowles - Eddie Ockenden - Simon Orchard - Matthew Swann - Glenn Turner |

#### Eredmények
Csoportkör
A csoport
| Csapat                        | M | Gy | D | V | G+ | G– | Gk  | P  |
| ----------------------------- | - | -- | - | - | -- | -- | --- | -- |
| Ausztrália (AUS)              | 5 | 3  | 2 | 0 | 23 | 5  | +18 | 11 |
| Nagy-Britannia (GBR)          | 5 | 2  | 3 | 0 | 14 | 8  | +6  | 9  |
| Spanyolország (ESP)           | 5 | 2  | 2 | 1 | 8  | 10 | −2  | 8  |
| Pakisztán (PAK)               | 5 | 2  | 1 | 2 | 9  | 16 | −7  | 7  |
| Argentína (ARG)               | 5 | 1  | 1 | 3 | 10 | 14 | −4  | 4  |
| Dél-afrikai Köztársaság (RSA) | 5 | 0  | 1 | 4 | 11 | 22 | −11 | 1  |

| 2012. július 30. 10:45 (11:45) | Ausztrália (AUS)                                                | 6–0               | Dél-afrikai Köztársaság (RSA) | Riverbank Arena, London Játékvezetők: Roel van Eert (NED) Marcin Grochal (POL) |
| 2012. július 30. 10:45 (11:45) | Dywer 16', 48', 58' · Butturini 33' · Ciriello 46' · Turner 62' | (2–0) Jegyzőkönyv |                               | Riverbank Arena, London Játékvezetők: Roel van Eert (NED) Marcin Grochal (POL) |

| 2012. augusztus 1. 08:30 (09:30) | Spanyolország (ESP) | 0–5               | Ausztrália (AUS)                                                  | Riverbank Arena, London Játékvezetők: Kim Hong-Lae (KOR) Christian Blasch (GER) |
| 2012. augusztus 1. 08:30 (09:30) |                     | (0–3) Jegyzőkönyv | Ford 9' · Butturini 14' · Orchard 29' · Turner 40' · Ockenden 69' | Riverbank Arena, London Játékvezetők: Kim Hong-Lae (KOR) Christian Blasch (GER) |

| 2012. augusztus 3. 08:30 (09:30) | Ausztrália (AUS)          | 2–2               | Argentína (ARG)           | Riverbank Arena, London Játékvezetők: Raghu Prasad (IND) John Wright (RSA) |
| 2012. augusztus 3. 08:30 (09:30) | Butturini 12' · Dwyer 35' | (2–0) Jegyzőkönyv | M. Vila 47' · Peillat 68' | Riverbank Arena, London Játékvezetők: Raghu Prasad (IND) John Wright (RSA) |

| 2012. augusztus 5. 19:00 (20:00) | Nagy-Britannia (GBR)                     | 3–3               | Ausztrália (AUS)           | Riverbank Arena, London Játékvezetők: Christian Blasch (GER) John Wright (RSA) |
| 2012. augusztus 5. 19:00 (20:00) | Clarke 47' · Middleton 53' · Tindall 66' | (0–2) Jegyzőkönyv | Ford 7', 11' · Knowles 41' | Riverbank Arena, London Játékvezetők: Christian Blasch (GER) John Wright (RSA) |

| 2012. augusztus 7. 10:45 (11:45) | Ausztrália (AUS)                                                                 | 7–0               | Pakisztán (PAK) | Riverbank Arena, London Játékvezetők: Gary Simmonds (RSA) Christian Blasch (GER) |
| 2012. augusztus 7. 10:45 (11:45) | de Young 5' · Knowles 6' · Ciriello 29', 34' · Ford 42' · Dwyer 48' · Turner 70' | (4–0) Jegyzőkönyv |                 | Riverbank Arena, London Játékvezetők: Gary Simmonds (RSA) Christian Blasch (GER) |

Elődöntő
| 2012. augusztus 9. 15:30 (16:30) | Ausztrália (AUS)        | 2–4               | Németország (GER)                                  | Riverbank Arena, London Játékvezetők: Gary Simmonds (RSA) Hamish Jamson (GBR) |
| 2012. augusztus 9. 15:30 (16:30) | Govers 22' · Turner 42' | (1–1) Jegyzőkönyv | Fürste 27' · Witthaus 54' · T. Weß 59' · Fuchs 63' | Riverbank Arena, London Játékvezetők: Gary Simmonds (RSA) Hamish Jamson (GBR) |

Bronzmérkőzés
| 2012. augusztus 11. 15:30 (16:30) | Ausztrália (AUS)                     | 3–1               | Nagy-Britannia (GBR) | Riverbank Arena, London Játékvezetők: Christian Blach (GER) Gary Simmonds (RSA) |
| 2012. augusztus 11. 15:30 (16:30) | Orchard 17' · Dwyer 48' · Govers 58' | (1–1) Jegyzőkönyv | Lewers 29'           | Riverbank Arena, London Játékvezetők: Christian Blach (GER) Gary Simmonds (RSA) |

| Csapat           | Helyezés |
| ---------------- | -------- |
| Ausztrália (AUS) |          |

### Női
| Ausztrál női gyeplabdacsapat-játékoskeret                                                                             | Ausztrál női gyeplabdacsapat-játékoskeret                                                                                    |
| --- | --- |
| - Teneal Attard - Madonna Blyth - Fiona Boyce - Jade Close - Toni Cronk - Casey Eastham - Anna Flanagan - Kate Jenner | - Kobie McGurk - Hope Munro - Georgia Nanscawen - Ashleigh Nelson - Megan Rivers - Jodie Schulz - Emily Smith - Jayde Taylor |

#### Eredmények
Csoportkör
B csoport
| Csapat                        | M | Gy | D | V | G+ | G– | Gk | P  |
| ----------------------------- | - | -- | - | - | -- | -- | -- | -- |
| Argentína (ARG)               | 5 | 3  | 1 | 1 | 12 | 4  | +8 | 10 |
| Új-Zéland (NZL)               | 5 | 3  | 1 | 1 | 9  | 5  | +4 | 10 |
| Ausztrália (AUS)              | 5 | 3  | 1 | 1 | 5  | 2  | +3 | 10 |
| Németország (GER)             | 5 | 2  | 1 | 2 | 6  | 7  | −1 | 7  |
| Dél-afrikai Köztársaság (RSA) | 5 | 1  | 0 | 4 | 9  | 14 | −5 | 3  |
| Egyesült Államok (USA)        | 5 | 1  | 0 | 4 | 3  | 12 | −9 | 3  |

| 2012. július 29. 08:30 (09:30) | Új-Zéland (NZL) | 1–0               | Ausztrália (AUS) | Riverbank Arena, London Játékvezetők: Elena Eskina (RUS) Carolina de la Fuente (ARG) |
| 2012. július 29. 08:30 (09:30) | Finlayson 3'    | (1–0) Jegyzőkönyv |                  | Riverbank Arena, London Játékvezetők: Elena Eskina (RUS) Carolina de la Fuente (ARG) |

| 2012. július 31. 21:15 (22:15) | Németország (GER) | 1–3               | Ausztrália (AUS)                     | Riverbank Arena, London Játékvezetők: Frances Block (GBR) Michelle Joubert (RSA) |
| 2012. július 31. 21:15 (22:15) | Otte 9'           | (1–1) Jegyzőkönyv | Munro 20' · Flanagan 46' · Boyce 53' | Riverbank Arena, London Játékvezetők: Frances Block (GBR) Michelle Joubert (RSA) |

| 2012. augusztus 2. 10:45 (11:45) | Ausztrália (AUS) | 1–0               | Egyesült Államok (USA) | Riverbank Arena, London Játékvezetők: Stella Bartlema (NED) Soledad Iparraguirre (ARG) |
| 2012. augusztus 2. 10:45 (11:45) | Flanagan 33'     | (1–0) Jegyzőkönyv |                        | Riverbank Arena, London Játékvezetők: Stella Bartlema (NED) Soledad Iparraguirre (ARG) |

| 2012. augusztus 4. 08:30 (09:30) | Ausztrália (AUS) | 1–0               | Dél-afrikai Köztársaság (RSA) | Riverbank Arena, London Játékvezetők: Miao Lin (CHN) Amy Hassick (USA) |
| 2012. augusztus 4. 08:30 (09:30) | Close 8'         | (1–0) Jegyzőkönyv |                               | Riverbank Arena, London Játékvezetők: Miao Lin (CHN) Amy Hassick (USA) |

| 2012. augusztus 6. 21:15 (22:15) | Argentína (ARG) | 0–0 | Ausztrália (AUS) | Riverbank Arena, London Játékvezetők: Kang Hyun Young (KOR) Michelle Joubert (RSA) |
| 2012. augusztus 6. 21:15 (22:15) | Jegyzőkönyv     |     |                  | Riverbank Arena, London Játékvezetők: Kang Hyun Young (KOR) Michelle Joubert (RSA) |

Az 5. helyért
| 2012. augusztus 10. 11:30 (12:30) | Kína (CHN) | 0–2               | Ausztrália (AUS)       | Riverbank Arena, London Játékvezetők: Frances Block (GBR) Michelle Joubert (RSA) |
| 2012. augusztus 10. 11:30 (12:30) |            | (0–0) Jegyzőkönyv | Schulz 41' · Close 60' | Riverbank Arena, London Játékvezetők: Frances Block (GBR) Michelle Joubert (RSA) |

| Csapat           | Helyezés |
| ---------------- | -------- |
| Ausztrália (AUS) | 5.       |

## Íjászat
Férfi
| Versenyző    | Versenyszám | Selejtező | Selejtező | 64-es főtábla                | 32-es főtábla                   | Nyolcaddöntő                   | Negyeddöntő       | Elődöntő          | Döntő             | Helyezés |
| Versenyző    | Versenyszám | Pont      | Kiemelt   | Ellenfél Eredmény            | Ellenfél Eredmény               | Ellenfél Eredmény              | Ellenfél Eredmény | Ellenfél Eredmény | Ellenfél Eredmény | Helyezés |
| ------------ | ----------- | --------- | --------- | ---------------------------- | ------------------------------- | ------------------------------ | ----------------- | ----------------- | ----------------- | -------- |
| Taylor Worth | Egyéni      | 668       | 23.       | Alan Wills (GBR) (42.) · 6–5 | Brady Ellison (USA) (10.) · 7–1 | Dai Xiaoxiang (CHN) (7.) · 5–6 | kiesett           | kiesett           | kiesett           | 9.       |

Női
| Versenyző     | Versenyszám | Selejtező | Selejtező | 64-es főtábla                        | 32-es főtábla     | Nyolcaddöntő      | Negyeddöntő       | Elődöntő          | Döntő             | Helyezés |
| Versenyző     | Versenyszám | Pont      | Kiemelt   | Ellenfél Eredmény                    | Ellenfél Eredmény | Ellenfél Eredmény | Ellenfél Eredmény | Ellenfél Eredmény | Ellenfél Eredmény | Helyezés |
| ------------- | ----------- | --------- | --------- | ------------------------------------ | ----------------- | ----------------- | ----------------- | ----------------- | ----------------- | -------- |
| Elisa Barnard | Egyéni      | 601       | 58.       | Carina Christiansen (DEN) (7.) · 3–7 | kiesett           | kiesett           | kiesett           | kiesett           | kiesett           | 33.      |

## Kajak-kenu

### Síkvízi
Férfi
| Versenyző                                        | Versenyszám         | Előfutam | Előfutam | Előfutam | Elődöntő | Elődöntő | Elődöntő | Döntő   | Döntő    | Döntő    | Helyezés |
| Versenyző                                        | Versenyszám         | Idő      | Hely.    | Össz.    | Idő      | Hely.    | Össz.    | Típus   | Idő      | Helyezés | Helyezés |
| ------------------------------------------------ | ------------------- | -------- | -------- | -------- | -------- | -------- | -------- | ------- | -------- | -------- | -------- |
| Murray Stewart                                   | Kajak egyes 200 m   | 37,202   | 6.       | 16.      | kiesett  | kiesett  | kiesett  | kiesett | kiesett  | kiesett  | 17.      |
| Murray Stewart                                   | Kajak egyes 1000 m  | 3:32,768 | 6.       | 11.      | 3:32,975 | 6.       | 12.      | B       | 3:40,834 | 8.       | 16.      |
| Jesse Phillips Stephen Bird                      | Kajak kettes 200 m  | 34,120   | 4.       | 9.       | 34,071   | 4.       | 8.       | A       | 35,315   | 6.       | 6.       |
| Dave Smith Ken Wallace                           | Kajak kettes 1000 m | 3:19,073 | 2.       | 7.       | 3:13,239 | 2.       | 4.       | A       | 3:11,456 | 4.       | 4.       |
| Tate Smith Dave Smith Murray Stewart Jacob Clear | Kajak négyes 1000 m | 2:59,789 | 3.       | 5.       | 2:52,505 | 1.       | 1.       | A       | 2:55,085 | 1.       |          |
| Sebastian Marczak                                | Kenu egyes 200 m    | 42,845   | 6.       | 15.      | 43,441   | 6.       | 18.      | kiesett | kiesett  | kiesett  | 18.      |
| Jake Donaghey                                    | Kenu egyes 1000 m   | 4:21,928 | 4.       | 12.      | 4:26,202 | 6.       | 12.      | B       | 4:22,005 | 4.       | 12.      |
| Alex Haas Jake Donaghey                          | Kenu kettes 1000 m  | 3:52,589 | 6.       | 11.      | 3:52,018 | 5.       | 9.       | B       | 3:50,782 | 3.       | 11.      |

Női
| Versenyző                                                 | Versenyszám        | Előfutam | Előfutam | Előfutam | Elődöntő | Elődöntő | Elődöntő | Döntő   | Döntő    | Döntő    | Helyezés |
| Versenyző                                                 | Versenyszám        | Idő      | Hely.    | Össz.    | Idő      | Hely.    | Össz.    | Típus   | Idő      | Helyezés | Helyezés |
| --------------------------------------------------------- | ------------------ | -------- | -------- | -------- | -------- | -------- | -------- | ------- | -------- | -------- | -------- |
| Alana Nicholls                                            | Kajak egyes 200 m  | 42,453   | 2.       | 10.      | 41,595   | 4.       | 8.       | B       | 45,819   | 8.       | 16.      |
| Alana Nicholls                                            | Kajak egyes 500 m  | 1:53,823 | 2.       | 11.      | 1:52,224 | 5.       | 8.       | B       | 1:59,033 | 8.       | 16.      |
| Naomi Flood Lyndsie Fogarty                               | Kajak kettes 500 m | 1:46,554 | 4.       | 13.      | 1:45,372 | 7.       | 13.      | B       | 1:47,650 | 4.       | 12.      |
| Rach Lovell Hannah Davis Jo Brigden-Jones Lyndsie Fogarty | Kajak négyes 500 m | 1:41,794 | 6.       | 11.      | 1:33,671 | 6.       | 6.       | kiesett | kiesett  | kiesett  | 9.       |

### Szlalom
| Versenyző                 | Versenyszám       | Selejtező | Selejtező | Selejtező | Selejtező | Selejtező     | Selejtező     | Elődöntő | Elődöntő | Döntő   | Döntő    |
| Versenyző                 | Versenyszám       | 1. futam  | 1. futam  | 2. futam  | 2. futam  | Jobb eredmény | Jobb eredmény | Elődöntő | Elődöntő | Döntő   | Döntő    |
| Versenyző                 | Versenyszám       | Pont      | Hely.     | Pont      | Hely.     | Pont          | Hely.         | Pont     | Hely.    | Pont    | Helyezés |
| ------------------------- | ----------------- | --------- | --------- | --------- | --------- | ------------- | ------------- | -------- | -------- | ------- | -------- |
| Warwick Draper            | Férfi kajak egyes | 95,20     | 16.       | 95,08     | 16.       | 95,08         | 18.           | kiesett  | kiesett  | kiesett | kiesett  |
| Kynan Maley               | Férfi kenu egyes  | 96,07     | 6.        | 96,68     | 9.        | 96,07         | 12.           | 105,49   | 8.       | 107,08  | 6.       |
| Kynan Maley Robin Jeffery | Férfi kenu kettes | 113,96    | 13.       | 107,47    | 7.        | 107,47        | 10.           | 162,14   | 10.      | kiesett | kiesett  |
| Jessica Fox               | Női kajak egyes   | 165,36    | 18.       | 100,33    | 2.        | 100,33        | 4.            | 112,63   | 8.       | 106,51  |          |

## Kerékpározás

### BMX
| Versenyző         | Versenyszám | Selejtező | Selejtező | Negyeddöntő | Negyeddöntő | Elődöntő | Elődöntő | Döntő   | Döntő    | Helyezés |
| Versenyző         | Versenyszám | Idő       | Helyezés  | Pont        | Helyezés    | Pont     | Helyezés | Idő     | Helyezés | Helyezés |
| ----------------- | ----------- | --------- | --------- | ----------- | ----------- | -------- | -------- | ------- | -------- | -------- |
| Sam Willoughby    | Férfi       | 38,496    | 6.        | 16          | 3.          | 5        | 1.       | 37,929  | 2.       |          |
| Khalen Young      | Férfi       | 39,304    | 17.       | 19          | 4.          | 25       | 8.       | kiesett | kiesett  | 15.      |
| Brian Kirkham     | Férfi       | 39,610    | 22.       | 25          | 7.          | kiesett  | kiesett  | kiesett | kiesett  | 25.      |
| Caroline Buchanan | Női         | 38,434    | 1.        |             |             | 4        | 1.       | 38,903  | 5.       | 5.       |
| Lauren Reynolds   | Női         | 40,045    | 9.        |             |             | 19       | 8.       | kiesett | kiesett  | 15.      |

### Hegyi-kerékpározás
| Versenyző         | Versenyszám        | Idő              | Helyezés |
| ----------------- | ------------------ | ---------------- | -------- |
| Daniel McConnell  | Férfi terepverseny | 1:33:22 (+4:15)  | 21.      |
| Rebecca Henderson | Női terepverseny   | 1:41:35 (+10:43) | 25.      |

### Országúti kerékpározás
Férfi
| Versenyző           | Versenyszám   | Idő                 | Helyezés |
| ------------------- | ------------- | ------------------- | -------- |
| Stuart O’Grady      | Mezőnyverseny | 5:46:05 (+0:08)     | 6.       |
| Cadel Evans         | Mezőnyverseny | 5:46:37 (+0:40)     | 80.      |
| Simon Gerrans       | Mezőnyverseny | 5:46:37 (+0:40)     | 83.      |
| Matthew Harley Goss | Mezőnyverseny | 5:46:37 (+0:40)     | 85.      |
| Michael Rogers      | Mezőnyverseny | 5:46:37 (+0:40)     | 91.      |
| Michael Rogers      | Időfutam      | 52:51,39 (+2:11,85) | 6.       |

Női
| Versenyző     | Versenyszám   | Idő                 | Helyezés        |
| ------------- | ------------- | ------------------- | --------------- |
| Amanda Spratt | Mezőnyverseny | limitidőn kívül     | limitidőn kívül |
| Chloe Hosking | Mezőnyverseny | limitidőn kívül     | limitidőn kívül |
| Shara Gillow  | Mezőnyverseny | 3:37:22 (+1:53)     | 39.             |
| Shara Gillow  | Időfutam      | 40:25,03 (+2:50,21) | 13.             |

### Pálya-kerékpározás
Sprintversenyek
| Versenyző                                       | Versenyszám  | Selejtező | Selejtező | 1. forduló                      | Vigaszág               | Vigaszág | 2. forduló                      | Vigaszág               | Vigaszág | 9–12. helyért          | 9–12. helyért | Negyeddöntő                                                    | 5–8. helyért           | 5–8. helyért | Elődöntő                             | Döntő                                                                                          | Helyezés |
| Versenyző                                       | Versenyszám  | Idő       | Hely.     | Ellenfél Győztes idő            | Ellenfelek Győztes idő | Hely.    | Ellenfél Győztes idő            | Ellenfelek Győztes idő | Hely.    | Ellenfelek Győztes idő | Hely.         | Ellenfél Győztes idő                                           | Ellenfelek Győztes idő | Hely.        | Ellenfél Győztes idő                 | Ellenfél Győztes idő                                                                           | Helyezés |
| ----------------------------------------------- | ------------ | --------- | --------- | ------------------------------- | ---------------------- | -------- | ------------------------------- | ---------------------- | -------- | ---------------------- | ------------- | -------------------------------------------------------------- | ---------------------- | ------------ | ------------------------------------ | ---------------------------------------------------------------------------------------------- | -------- |
| Shane Perkins                                   | Férfi egyéni | 9,987     | 3.        | Hodei Mazquiaran (ESP) · 10,722 |                        |          | Hersony Canelón (VEN) · 10,978  |                        |          |                        |               | Jimmy Watkins (USA) · 10,520; 10,263                           |                        |              | Grégory Baugé (FRA) · 10,358; 10,268 | Bronzmérkőzés · Njisane Phillip (TRI) · 10,489; 10,297                                         |          |
| Anna Meares                                     | Női egyéni   | 10,805    | 2.        | Maeda Kajono (JPN) · 11,800     |                        |          | Monique Sullivan (CAN) · 11,566 |                        |          |                        |               | Ljubov Sulika (UKR) · 11,465; 11,573                           |                        |              | Guo Shuang (CHN) · 11,683; 11,284    | Victoria Pendleton (GBR) · 11,218; 11,348                                                      |          |
| Matthew Glaetzer Shane Perkins Scott Sunderland | Férfi csapat | 43,377    | 3.        |                                 |                        |          |                                 |                        |          |                        |               | Kína (CHN) · Cheng Changsong · Csang Lej · Zhang Miao · 43,261 |                        |              |                                      | Bronzmérkőzés · Németország (GER) · René Enders · Robert Förstemann · Maximilian Levy · 43,355 | 4.       |
| Anna Meares Kaarle McCulloch                    | Női csapat   | 32,825    | 4.        |                                 |                        |          |                                 |                        |          |                        |               | Hollandia (NED) · Yvonne Hijgenaar · Willy Kanis · 32,806      |                        |              |                                      | Bronzmérkőzés · Ukrajna (UKR) · Ljubov Sulika · Olena Cjosz · 32,727                           |          |

Üldözőversenyek
| Versenyző                                                               | Versenyszám  | Selejtező | Selejtező | Elődöntő                                                                         | Elődöntő  | Elődöntő | Döntő                                                                                        | Döntő     | Döntő    |
| Versenyző                                                               | Versenyszám  | Idő       | Hely.     | Ellenfél Idő                                                                     | Saját idő | Hely.    | Ellenfél Idő                                                                                 | Saját idő | Helyezés |
| ----------------------------------------------------------------------- | ------------ | --------- | --------- | -------------------------------------------------------------------------------- | --------- | -------- | -------------------------------------------------------------------------------------------- | --------- | -------- |
| Jack Bobridge Rohan Dennis Michael Hepburn Glenn O'Shea Alex Edmondson* | Férfi csapat | 3:55,694  | 2.        | Új-Zéland (NZL) · Sam Bewley · Marc Ryan · Jesse Sergent · Aaron Gate · 3:56,442 | 3:54,317  | 2.       | Nagy-Britannia (GBR) · Ed Clancy · Geraint Thomas · Steven Burke · Peter Kennaugh · 3:51,659 | 3:54,581  |          |
| Amy Cure Annette Edmondson Melissa Hoskins Josie Tomic                  | Női csapat   | 3:19,719  | 3.        | Egyesült Államok (USA) · Sarah Hammer · Dotsie Bausch · Jennie Reed · 3:16,853   | 3:16,935  | 3.       | Kanada (CAN) · Tara Whitten · Gillian Carleton · Jasmin Glaesser · 3:17,915                  | 3:18,096  | 4.       |

*Alex Edmondson nevezve volt, azonban nem vett részt a versenyen.
Keirin
| Versenyző     | Versenyszám | 1. forduló | Vigaszág | 2. forduló | Döntő    | Helyezés |
| Versenyző     | Versenyszám | Helyezés   | Helyezés | Helyezés   | Helyezés | Helyezés |
| ------------- | ----------- | ---------- | -------- | ---------- | -------- | -------- |
| Shane Perkins | Férfi       | 5.         | 3.       | 3.         | 5.       | 5.       |
| Anna Meares   | Női         | 2.         |          | 1.         | 5.       | 5.       |

Omnium
| Versenyző    | Versenyszám | 200 méter | 200 méter | 30 km-es pontverseny | 30 km-es pontverseny | Kieséses verseny | 4 km-es egyéni üldözőverseny | 4 km-es egyéni üldözőverseny | 15 km-es scratch | 15 km-es scratch | 1000 m-es időfutam | 1000 m-es időfutam | Összesítés | Összesítés |
| Versenyző    | Versenyszám | Idő       | Hely.     | Pont                 | Hely.                | Hely.            | Eredmény                     | Hely.                        | Lekörözés        | Hely.            | Idő                | Hely.              | Pont       | Helyezés   |
| ------------ | ----------- | --------- | --------- | -------------------- | -------------------- | ---------------- | ---------------------------- | ---------------------------- | ---------------- | ---------------- | ------------------ | ------------------ | ---------- | ---------- |
| Glenn O’Shea | Férfi       | 13,22     | 3.        | 25                   | 8.                   | 3.               | 4:24,811                     | 3.                           | 1                | 14.              | 1:02,513           | 3.                 | 34         | 5.         |

| Versenyző         | Versenyszám | 200 méter | 200 méter | 20 km-es pontverseny | 20 km-es pontverseny | Kieséses verseny | 3 km-es egyéni üldözőverseny | 3 km-es egyéni üldözőverseny | 10 km-es scratch | 10 km-es scratch | 500 m-es időfutam | 500 m-es időfutam | Összesítés | Összesítés |
| Versenyző         | Versenyszám | Idő       | Hely.     | Pont                 | Hely.                | Hely.            | Eredmény                     | Hely.                        | Lekörözés        | Hely.            | Idő               | Hely.             | Pont       | Helyezés   |
| ----------------- | ----------- | --------- | --------- | -------------------- | -------------------- | ---------------- | ---------------------------- | ---------------------------- | ---------------- | ---------------- | ----------------- | ----------------- | ---------- | ---------- |
| Annette Edmondson | Női         | 14,261    | 3.        | 10                   | 11.                  | 3.               | 3:35,958                     | 4.                           | 0                | 1.               | 35,140            | 2.                | 24.        |            |

## Kosárlabda

### Férfi
| Ausztrál férfi kosárlabdacsapat-játékoskeret                                                       | Ausztrál férfi kosárlabdacsapat-játékoskeret                                                  |
| -------------------------------------------------------------------------------------------------- | --------------------------------------------------------------------------------------------- |
| - David Andersen - David Barlow - Aron Baynes - Peter Crawford - Matthew Dellavedova - Adam Gibson | - Joe Ingles - Aleks Marić - Patrick Mills - Brad Newley - Matthew Nielsen - Mark Worthington |

#### Eredmények
Csoportkör
B csoport
| Csapat               | M | Gy | V | P+  | P–  | Pk   | PA    | P |
| -------------------- | - | -- | - | --- | --- | ---- | ----- | - |
| Oroszország (RUS)    | 5 | 4  | 1 | 400 | 359 | +41  | 1,114 | 9 |
| Brazília (BRA)       | 5 | 4  | 1 | 402 | 349 | +47  | 1,152 | 9 |
| Spanyolország (ESP)  | 5 | 3  | 2 | 414 | 394 | +26  | 1,051 | 8 |
| Ausztrália (AUS)     | 5 | 3  | 2 | 410 | 373 | +37  | 1,099 | 8 |
| Nagy-Britannia (GBR) | 5 | 1  | 4 | 380 | 405 | −25  | 0,938 | 6 |
| Kína (CHN)           | 5 | 0  | 5 | 313 | 439 | −126 | 0,713 | 5 |

| 2012. július 29. 11:15 (12:15) | Brazília (BRA)                           | 75–71     | Ausztrália (AUS) | Basketball Arena, London Játékvezetők: Guerrino Cerebuch (ITA), William Kennedy (USA), Christos Christodoulou (GRE) |
| 2012. július 29. 11:15 (12:15) | (19–20, 17–15, 20–14, 19–22) Jegyzőkönyv |           |                  | Basketball Arena, London Játékvezetők: Guerrino Cerebuch (ITA), William Kennedy (USA), Christos Christodoulou (GRE) |
| 2012. július 29. 11:15 (12:15) | Barbosa 16                               | Pont      | Mills 20         | Basketball Arena, London Játékvezetők: Guerrino Cerebuch (ITA), William Kennedy (USA), Christos Christodoulou (GRE) |
| 2012. július 29. 11:15 (12:15) | Varejão 7                                | Lepattanó | Andersen 8       | Basketball Arena, London Játékvezetők: Guerrino Cerebuch (ITA), William Kennedy (USA), Christos Christodoulou (GRE) |
| 2012. július 29. 11:15 (12:15) | Huertas 10                               | Gólpassz  | Mills, Nielsen 4 | Basketball Arena, London Játékvezetők: Guerrino Cerebuch (ITA), William Kennedy (USA), Christos Christodoulou (GRE) |

| 2012. július 31. 11:15 (12:15) | Ausztrália (AUS)                         | 70–82     | Spanyolország (ESP) | Basketball Arena, London Játékvezetők: Carl Jungebrand (FIN), Borisz Rizsik (UKR), José Carrion (PUR) |
| 2012. július 31. 11:15 (12:15) | (19–14, 13–23, 10–26, 28–19) Jegyzőkönyv |           |                     | Basketball Arena, London Játékvezetők: Carl Jungebrand (FIN), Borisz Rizsik (UKR), José Carrion (PUR) |
| 2012. július 31. 11:15 (12:15) | Ingles 12                                | Pont      | P. Gasol 20         | Basketball Arena, London Játékvezetők: Carl Jungebrand (FIN), Borisz Rizsik (UKR), José Carrion (PUR) |
| 2012. július 31. 11:15 (12:15) | Andersen 7                               | Lepattanó | Reyes 12            | Basketball Arena, London Játékvezetők: Carl Jungebrand (FIN), Borisz Rizsik (UKR), José Carrion (PUR) |
| 2012. július 31. 11:15 (12:15) | Dellavedova 4                            | Gólpassz  | három játékos 3     | Basketball Arena, London Játékvezetők: Carl Jungebrand (FIN), Borisz Rizsik (UKR), José Carrion (PUR) |

| 2012. augusztus 2. 11:15 (12:15) | Ausztrália (AUS)                        | 81–61     | Kína (CHN)                     | Basketball Arena, London Játékvezetők: Recep Ankaralı (TUR), Pablo Estévez (ARG), Stephen Seibel (CAN) |
| 2012. augusztus 2. 11:15 (12:15) | (21–22, 28–11, 12–20, 20–8) Jegyzőkönyv |           |                                | Basketball Arena, London Játékvezetők: Recep Ankaralı (TUR), Pablo Estévez (ARG), Stephen Seibel (CAN) |
| 2012. augusztus 2. 11:15 (12:15) | Mills 20                                | Pont      | Vang Si-peng 21                | Basketball Arena, London Játékvezetők: Recep Ankaralı (TUR), Pablo Estévez (ARG), Stephen Seibel (CAN) |
| 2012. augusztus 2. 11:15 (12:15) | Worthington 8                           | Lepattanó | Ji Csien-lien, Vang Cse-cse 12 | Basketball Arena, London Játékvezetők: Recep Ankaralı (TUR), Pablo Estévez (ARG), Stephen Seibel (CAN) |
| 2012. augusztus 2. 11:15 (12:15) | Ingles 7                                | Gólpassz  | Vang Si-peng 3                 | Basketball Arena, London Játékvezetők: Recep Ankaralı (TUR), Pablo Estévez (ARG), Stephen Seibel (CAN) |

| 2012. augusztus 4. 20:00 (21:00) | Nagy-Britannia (GBR)                     | 75–106    | Ausztrália (AUS) | Basketball Arena, London Játékvezetők: Juan Arteaga (ESP), José Carrion (PUR), Robert Lottermoser (GER) |
| 2012. augusztus 4. 20:00 (21:00) | (25–18, 21–18, 14–30, 15–40) Jegyzőkönyv |           |                  | Basketball Arena, London Játékvezetők: Juan Arteaga (ESP), José Carrion (PUR), Robert Lottermoser (GER) |
| 2012. augusztus 4. 20:00 (21:00) | Freeland 16                              | Pont      | Mills 39         | Basketball Arena, London Játékvezetők: Juan Arteaga (ESP), José Carrion (PUR), Robert Lottermoser (GER) |
| 2012. augusztus 4. 20:00 (21:00) | Freeland 7                               | Lepattanó | Newley 8         | Basketball Arena, London Játékvezetők: Juan Arteaga (ESP), José Carrion (PUR), Robert Lottermoser (GER) |
| 2012. augusztus 4. 20:00 (21:00) | Archibald 4                              | Gólpassz  | Ingles, Newley 4 | Basketball Arena, London Játékvezetők: Juan Arteaga (ESP), José Carrion (PUR), Robert Lottermoser (GER) |

| 2012. augusztus 6. 9:00 (10:00) | Ausztrália (AUS)                         | 82–80     | Oroszország (RUS) | Basketball Arena, London Játékvezetők: Carl Jungebrand (FIN), Luigi Lamonica (ITA), Samir Abaakil (MAR) |
| 2012. augusztus 6. 9:00 (10:00) | (29–20, 17–25, 23–19, 13–16) Jegyzőkönyv |           |                   | Basketball Arena, London Játékvezetők: Carl Jungebrand (FIN), Luigi Lamonica (ITA), Samir Abaakil (MAR) |
| 2012. augusztus 6. 9:00 (10:00) | Ingles 20                                | Pont      | Kaun 18           | Basketball Arena, London Játékvezetők: Carl Jungebrand (FIN), Luigi Lamonica (ITA), Samir Abaakil (MAR) |
| 2012. augusztus 6. 9:00 (10:00) | Dellavedova 6                            | Lepattanó | három játékos 6   | Basketball Arena, London Játékvezetők: Carl Jungebrand (FIN), Luigi Lamonica (ITA), Samir Abaakil (MAR) |
| 2012. augusztus 6. 9:00 (10:00) | Dellavedova 7                            | Gólpassz  | Hrjapa 8          | Basketball Arena, London Játékvezetők: Carl Jungebrand (FIN), Luigi Lamonica (ITA), Samir Abaakil (MAR) |

Negyeddöntő
| 2012. augusztus 8. 22:15 (23:15) | Egyesült Államok (USA)                   | 119–86    | Ausztrália (AUS) | Basketball Arena, London Játékvezetők: Luigi Lamonica (ITA), Fernando Sampietro (ARG), Samir Abaakil (MAR) |
| 2012. augusztus 8. 22:15 (23:15) | (28–21, 28–21, 28–28, 35–16) Jegyzőkönyv |           |                  | Basketball Arena, London Játékvezetők: Luigi Lamonica (ITA), Fernando Sampietro (ARG), Samir Abaakil (MAR) |
| 2012. augusztus 8. 22:15 (23:15) | Bryant 20                                | Pont      | Mills 26         | Basketball Arena, London Játékvezetők: Luigi Lamonica (ITA), Fernando Sampietro (ARG), Samir Abaakil (MAR) |
| 2012. augusztus 8. 22:15 (23:15) | James 14                                 | Lepattanó | Ingles 8         | Basketball Arena, London Játékvezetők: Luigi Lamonica (ITA), Fernando Sampietro (ARG), Samir Abaakil (MAR) |
| 2012. augusztus 8. 22:15 (23:15) | James 11                                 | Gólpassz  | Ingles 6         | Basketball Arena, London Játékvezetők: Luigi Lamonica (ITA), Fernando Sampietro (ARG), Samir Abaakil (MAR) |

| Csapat           | Helyezés |
| ---------------- | -------- |
| Ausztrália (AUS) | 7.       |

### Női
| Ausztrál női kosárlabdacsapat-játékoskeret                                                    | Ausztrál női kosárlabdacsapat-játékoskeret                                                                      |
| --------------------------------------------------------------------------------------------- | --- |
| - Suzy Batkovic - Abby Bishop - Liz Cambage - Kristi Harrower - Lauren Jackson - Rachel Jarry | - Kathleen MacLeod - Jenna O’Hea - Samantha Richards - Jennifer Screen - Belinda Snell - Laura Summerton-Hodges |

#### Eredmények
Csoportkör
B csoport
| Csapat               | M | Gy | V | P+  | P–  | Pk  | PA     | P  |
| -------------------- | - | -- | - | --- | --- | --- | ------ | -- |
| Franciaország (FRA)  | 5 | 5  | 0 | 356 | 319 | +37 | 1,116  | 10 |
| Ausztrália (AUS)     | 5 | 4  | 1 | 314 | 308 | +6  | 1,0195 | 9  |
| Oroszország (RUS)    | 5 | 3  | 2 | 281 | 259 | +22 | 1,085  | 8  |
| Kanada (CAN)         | 5 | 2  | 3 | 265 | 260 | +5  | 1,0192 | 7  |
| Brazília (BRA)       | 5 | 1  | 4 | 329 | 354 | −25 | 0,929  | 6  |
| Nagy-Britannia (GBR) | 5 | 0  | 5 | 327 | 372 | −45 | 0,879  | 5  |

| 2012. július 28. 22:15 (23:15) | Ausztrália (AUS)                         | 74–58     | Nagy-Britannia (GBR)  | Basketball Arena, London Játékvezetők: Jorge Carrion (PUR), Szuguro Sóko (JPN), Borisz Rizsik (UKR) |
| 2012. július 28. 22:15 (23:15) | (16–11, 23–15, 18–16, 17–16) Jegyzőkönyv |           |                       | Basketball Arena, London Játékvezetők: Jorge Carrion (PUR), Szuguro Sóko (JPN), Borisz Rizsik (UKR) |
| 2012. július 28. 22:15 (23:15) | Jackson 18                               | Pont      | Vanderwal, Leedham 11 | Basketball Arena, London Játékvezetők: Jorge Carrion (PUR), Szuguro Sóko (JPN), Borisz Rizsik (UKR) |
| 2012. július 28. 22:15 (23:15) | Batkovic 7                               | Lepattanó | Page 7                | Basketball Arena, London Játékvezetők: Jorge Carrion (PUR), Szuguro Sóko (JPN), Borisz Rizsik (UKR) |
| 2012. július 28. 22:15 (23:15) | Richards 4                               | Gólpassz  | Stafford, Leedham 3   | Basketball Arena, London Játékvezetők: Jorge Carrion (PUR), Szuguro Sóko (JPN), Borisz Rizsik (UKR) |

| 2012. július 30. 14:30 (15:30) | Franciaország (FRA)                           | 74–70 (h. u.) | Ausztrália (AUS) | Basketball Arena, London Játékvezetők: William Kennedy (USA), Christos Christodoulou (GRE), Peng Ling (CHN) |
| 2012. július 30. 14:30 (15:30) | (11–14, 17–13, 24–24, 13–14, 9–5) Jegyzőkönyv |               |                  | Basketball Arena, London Játékvezetők: William Kennedy (USA), Christos Christodoulou (GRE), Peng Ling (CHN) |
| 2012. július 30. 14:30 (15:30) | Gomis 22                                      | Pont          | Batkovic 17      | Basketball Arena, London Játékvezetők: William Kennedy (USA), Christos Christodoulou (GRE), Peng Ling (CHN) |
| 2012. július 30. 14:30 (15:30) | Yacoubou 7                                    | Lepattanó     | Batkovic 10      | Basketball Arena, London Játékvezetők: William Kennedy (USA), Christos Christodoulou (GRE), Peng Ling (CHN) |
| 2012. július 30. 14:30 (15:30) | Beikes, Dumerc 2                              | Gólpassz      | O’Hea 5          | Basketball Arena, London Játékvezetők: William Kennedy (USA), Christos Christodoulou (GRE), Peng Ling (CHN) |

| 2012. augusztus 1. 14:30 (15:30) | Ausztrália (AUS)                         | 67–61     | Brazília (BRA) | Basketball Arena, London Játékvezetők: Recep Ankarali (TUR), Carl Jungebrand (FIN), Vitalis Gode (KEN) |
| 2012. augusztus 1. 14:30 (15:30) | (15–10, 16–11, 20–19, 16–21) Jegyzőkönyv |           |                | Basketball Arena, London Játékvezetők: Recep Ankarali (TUR), Carl Jungebrand (FIN), Vitalis Gode (KEN) |
| 2012. augusztus 1. 14:30 (15:30) | Jackson 18                               | Pont      | Costa 22       | Basketball Arena, London Játékvezetők: Recep Ankarali (TUR), Carl Jungebrand (FIN), Vitalis Gode (KEN) |
| 2012. augusztus 1. 14:30 (15:30) | Cambage 10                               | Lepattanó | Dantas 10      | Basketball Arena, London Játékvezetők: Recep Ankarali (TUR), Carl Jungebrand (FIN), Vitalis Gode (KEN) |
| 2012. augusztus 1. 14:30 (15:30) | Harrower 5                               | Gólpassz  | Costa 3        | Basketball Arena, London Játékvezetők: Recep Ankarali (TUR), Carl Jungebrand (FIN), Vitalis Gode (KEN) |

| 2012. augusztus 3. 11:15 (12:15) | Oroszország (RUS)                        | 66–70     | Ausztrália (AUS)  | Basketball Arena, London Játékvezetők: Cristiano Maranho (BRA), Fernando Sampietro (ARG), Robert Lottermoser (GER) |
| 2012. augusztus 3. 11:15 (12:15) | (15–21, 15–11, 18–22, 18–16) Jegyzőkönyv |           |                   | Basketball Arena, London Játékvezetők: Cristiano Maranho (BRA), Fernando Sampietro (ARG), Robert Lottermoser (GER) |
| 2012. augusztus 3. 11:15 (12:15) | Oszipova 15                              | Pont      | Cambage 17        | Basketball Arena, London Játékvezetők: Cristiano Maranho (BRA), Fernando Sampietro (ARG), Robert Lottermoser (GER) |
| 2012. augusztus 3. 11:15 (12:15) | Oszipova 9                               | Lepattanó | Cambage 10        | Basketball Arena, London Játékvezetők: Cristiano Maranho (BRA), Fernando Sampietro (ARG), Robert Lottermoser (GER) |
| 2012. augusztus 3. 11:15 (12:15) | Danyilocskina 4                          | Gólpassz  | O’Hea, Harrower 5 | Basketball Arena, London Játékvezetők: Cristiano Maranho (BRA), Fernando Sampietro (ARG), Robert Lottermoser (GER) |

| 2012. augusztus 5. 14:30 (15:30) | Kanada (CAN)                             | 63–72     | Ausztrália (AUS)   | Basketball Arena, London Játékvezetők: Felicia Grinter (USA), Oļegs Latiševs (LAT), Snehal Bendke (IND) |
| 2012. augusztus 5. 14:30 (15:30) | (10–24, 12–11, 20–12, 21–25) Jegyzőkönyv |           |                    | Basketball Arena, London Játékvezetők: Felicia Grinter (USA), Oļegs Latiševs (LAT), Snehal Bendke (IND) |
| 2012. augusztus 5. 14:30 (15:30) | Smith 17                                 | Pont      | Snell 12           | Basketball Arena, London Játékvezetők: Felicia Grinter (USA), Oļegs Latiševs (LAT), Snehal Bendke (IND) |
| 2012. augusztus 5. 14:30 (15:30) | Murphy 5                                 | Lepattanó | Jackson 9          | Basketball Arena, London Játékvezetők: Felicia Grinter (USA), Oļegs Latiševs (LAT), Snehal Bendke (IND) |
| 2012. augusztus 5. 14:30 (15:30) | Thorburn 5                               | Gólpassz  | Screen, Harrower 4 | Basketball Arena, London Játékvezetők: Felicia Grinter (USA), Oļegs Latiševs (LAT), Snehal Bendke (IND) |

Negyeddöntő
| 2012. augusztus 7. 16:15 (17:15) | Ausztrália (AUS)                        | 75–60     | Kína (CHN)   | Basketball Arena, London Játékvezetők: Oļegs Latiševs (LAT), Jelena Csernova (RUS), Carole Delauné (FRA) |
| 2012. augusztus 7. 16:15 (17:15) | (22–16, 13–20, 20–16, 20-8) Jegyzőkönyv |           |              | Basketball Arena, London Játékvezetők: Oļegs Latiševs (LAT), Jelena Csernova (RUS), Carole Delauné (FRA) |
| 2012. augusztus 7. 16:15 (17:15) | Cambage 17                              | Pont      | Ma Zengyu 15 | Basketball Arena, London Játékvezetők: Oļegs Latiševs (LAT), Jelena Csernova (RUS), Carole Delauné (FRA) |
| 2012. augusztus 7. 16:15 (17:15) | Batkovic 9                              | Lepattanó | Csen Nan 7   | Basketball Arena, London Játékvezetők: Oļegs Latiševs (LAT), Jelena Csernova (RUS), Carole Delauné (FRA) |
| 2012. augusztus 7. 16:15 (17:15) | Richards 7                              | Gólpassz  | Gao Song 3   | Basketball Arena, London Játékvezetők: Oļegs Latiševs (LAT), Jelena Csernova (RUS), Carole Delauné (FRA) |

Elődöntő
| 2012. augusztus 9. 17:00 (18:00) | Ausztrália (AUS)                         | 73–86     | Egyesült Államok (USA) | O2 Aréna, London Játékvezetők: Ilija Belošević (SRB), Borisz Rizsik (UKR), Snehal Bendke (IND) |
| 2012. augusztus 9. 17:00 (18:00) | (22–20, 25–23, 12–22, 14–21) Jegyzőkönyv |           |                        | O2 Aréna, London Játékvezetők: Ilija Belošević (SRB), Borisz Rizsik (UKR), Snehal Bendke (IND) |
| 2012. augusztus 9. 17:00 (18:00) | Cambage 19                               | Pont      | Taurasi, Charles 14    | O2 Aréna, London Játékvezetők: Ilija Belošević (SRB), Borisz Rizsik (UKR), Snehal Bendke (IND) |
| 2012. augusztus 9. 17:00 (18:00) | Jackson 17                               | Lepattanó | Charles 10             | O2 Aréna, London Játékvezetők: Ilija Belošević (SRB), Borisz Rizsik (UKR), Snehal Bendke (IND) |
| 2012. augusztus 9. 17:00 (18:00) | Jarry 5                                  | Gólpassz  | Charles 4              | O2 Aréna, London Játékvezetők: Ilija Belošević (SRB), Borisz Rizsik (UKR), Snehal Bendke (IND) |

Bronzmérkőzés
| 2012. augusztus 11. 17:00 (18:00) | Ausztrália (AUS)                         | 83–74     | Oroszország (RUS) | O2 Aréna, London Játékvezetők: Jorge Vázquez (PUR), Felicia Grinter (USA), Szuguro Sóko (JPN) |
| 2012. augusztus 11. 17:00 (18:00) | (17–16, 21–14, 19–13, 26–31) Jegyzőkönyv |           |                   | O2 Aréna, London Játékvezetők: Jorge Vázquez (PUR), Felicia Grinter (USA), Szuguro Sóko (JPN) |
| 2012. augusztus 11. 17:00 (18:00) | Jackson 25                               | Pont      | Hammon 19         | O2 Aréna, London Játékvezetők: Jorge Vázquez (PUR), Felicia Grinter (USA), Szuguro Sóko (JPN) |
| 2012. augusztus 11. 17:00 (18:00) | Jackson 11                               | Lepattanó | Vodopjanova 8     | O2 Aréna, London Játékvezetők: Jorge Vázquez (PUR), Felicia Grinter (USA), Szuguro Sóko (JPN) |
| 2012. augusztus 11. 17:00 (18:00) | O’Hea 5                                  | Gólpassz  | Hammon 4          | O2 Aréna, London Játékvezetők: Jorge Vázquez (PUR), Felicia Grinter (USA), Szuguro Sóko (JPN) |

| Csapat           | Helyezés |
| ---------------- | -------- |
| Ausztrália (AUS) |          |

## Lovaglás
Díjlovaglás
| Versenyző                              | Ló           | Versenyszám | 1. kör | 1. kör | 2. kör  | 2. kör  | Döntő     | Döntő   | Végeredmény | Végeredmény |
| Versenyző                              | Ló           | Versenyszám | 1. kör | 1. kör | 2. kör  | 2. kör  | Technikai | Művészi | Végeredmény | Végeredmény |
| Versenyző                              | Ló           | Versenyszám | Pont   | Hely.  | Pont    | Hely.   | Pont      | Pont    | Pont        | Helyezés    |
| -------------------------------------- | ------------ | ----------- | ------ | ------ | ------- | ------- | --------- | ------- | ----------- | ----------- |
| Mary Hanna                             | Sancette     | Egyéni      | 67,964 | 43.    | kiesett | kiesett | kiesett   | kiesett | kiesett     | kiesett     |
| Kristy Oatley                          | Clive        | Egyéni      | 68,222 | 42.    | kiesett | kiesett | kiesett   | kiesett | kiesett     | kiesett     |
| Lyndal Oatley                          | Sandro Boy   | Egyéni      | 69,377 | 37.    | kiesett | kiesett | kiesett   | kiesett | kiesett     | kiesett     |
| Mary Hanna Kristy Oatley Lyndal Oatley | lásd fentebb | Csapat      | 68,521 | 9.     | kiesett | kiesett |           |         |             |             |

Díjugratás
| Versenyző                                                                    | Ló              | Versenyszám | Selejtező | Selejtező | Selejtező | Selejtező | Selejtező | Selejtező | Selejtező | Selejtező | Döntő   | Döntő   | Döntő   | Végeredmény | Végeredmény |
| Versenyző                                                                    | Ló              | Versenyszám | 1. kör    | 1. kör    | 2. kör    | 2. kör    | 2. kör    | 3. kör    | 3. kör    | 3. kör    | 1. kör  | 1. kör  | 2. kör  | Végeredmény | Végeredmény |
| Versenyző                                                                    | Ló              | Versenyszám | Bünt.     | Hely.     | Bünt.     | Össz.     | Hely.     | Bünt.     | Össz.     | Hely.     | Bünt.   | Hely.   | Bünt.   | Bünt.       | Helyezés    |
| ---------------------------------------------------------------------------- | --------------- | ----------- | --------- | --------- | --------- | --------- | --------- | --------- | --------- | --------- | ------- | ------- | ------- | ----------- | ----------- |
| Julia Hargreaves                                                             | Vedor           | Egyéni      | 0         | 1.        | 8         | 8         | 31.       | 5         | 13        | 31.       | 17      | 35.     | kiesett | 17          | 35.         |
| James Paterson-Robinson                                                      | Lanosso         | Egyéni      | 4         | 42.       | 4         | 8         | 31.       | 13        | 21        | 41.       | kiesett | kiesett | kiesett | kiesett     | kiesett     |
| Edwina Tops-Alexander                                                        | Itot du Chateau | Egyéni      | 0         | 1.        | 0         | 0         | 1.        | 4         | 4         | 4.        | 4       | 11.     | 9       | 13          | 20.         |
| Matt Williams                                                                | Watch Me        | Egyéni      | 42        | 72.       | kiesett   | kiesett   | kiesett   | kiesett   | kiesett   | kiesett   | kiesett | kiesett | kiesett | kiesett     | kiesett     |
| Julia Hargreaves James Paterson-Robinson Edwina Tops-Alexander Matt Williams | lásd fentebb    | Csapat      | 4         | 10.       |           |           |           |           |           |           | 12      | 10.     | kiesett | kiesett     | kiesett     |

Lovastusa
| Versenyző                                                                   | Ló            | Versenyszám | Díjlovaglás | Díjlovaglás | Tereplovaglás | Tereplovaglás | Tereplovaglás | Díjugratás | Díjugratás  | Díjugratás | Díjugratás | Végeredmény | Végeredmény |
| Versenyző                                                                   | Ló            | Versenyszám | Díjlovaglás | Díjlovaglás | Tereplovaglás | Tereplovaglás | Tereplovaglás | Selejtező  | Selejtező   | Selejtező  | Döntő      | Végeredmény | Végeredmény |
| Versenyző                                                                   | Ló            | Versenyszám | Bünt.       | Hely.       | Bünt.         | Bünt. össz.   | Hely.         | Bünt.      | Bünt. össz. | Hely.      | Bünt.      | Bünt.       | Helyezés    |
| --------------------------------------------------------------------------- | ------------- | ----------- | ----------- | ----------- | ------------- | ------------- | ------------- | ---------- | ----------- | ---------- | ---------- | ----------- | ----------- |
| Chris Burton                                                                | HP Leilani    | Egyéni      | 46,10       | 24.         | 0,00          | 46,10         | 10.           | 4,00       | 50,10       | 9.         | 12,0       | 62,10       | 16.         |
| Clayton Fredericks                                                          | Bendigo       | Egyéni      | 40,40       | 10.         | visszalépett  | visszalépett  | visszalépett  | kiesett    | kiesett     | kiesett    | kiesett    | kiesett     | kiesett     |
| Lucinda Fredericks                                                          | Flying Finish | Egyéni      | 40,00       | 7.          | 38,00         | 78,00         | 43.           | 1,00       | 79,00       | 35.        | kiesett    | 79,00       | 35.         |
| Sam Griffiths                                                               | Happy Times   | Egyéni      | 45,40       | 23.         | visszalépett  | visszalépett  | visszalépett  | kiesett    | kiesett     | kiesett    | kiesett    | kiesett     | kiesett     |
| Andrew Hoy                                                                  | Rutherglen    | Egyéni      | 41,70       | 13.         | 7,60          | 49,30         | 15.           | 8,00       | 57,30       | 22.        | 0,00       | 57,30       | 13.         |
| Chris Burton Clayton Fredericks Lucinda Fredericks Sam Griffiths Andrew Hoy | lásd fentebb  | Csapat      | 122,10      | 2.          | 51,30         | 173,40        | 9.            |            |             |            | 13,0       | 186,40      | 6.          |

## Műugrás
Férfi
| Versenyző    | Versenyszám        | Selejtező | Selejtező | Elődöntő | Elődöntő | Döntő   | Döntő    |
| Versenyző    | Versenyszám        | Pont      | Helyezés  | Pont     | Helyezés | Pont    | Helyezés |
| ------------ | ------------------ | --------- | --------- | -------- | -------- | ------- | -------- |
| Ethan Warren | Egyéni műugrás     | 441,50    | 15.       | 456,85   | 11.      | 488,95  | 7.       |
| Matt Mitcham | Egyéni toronyugrás | 457,20    | 9.        | 482,40   | 13.      | kiesett | kiesett  |
| Jimmy Connor | Egyéni toronyugrás | 427,45    | 20.       | kiesett  | kiesett  | kiesett | kiesett  |

Női
| Versenyző                        | Versenyszám          | Selejtező | Selejtező | Elődöntő | Elődöntő | Döntő  | Döntő    |
| Versenyző                        | Versenyszám          | Pont      | Helyezés  | Pont     | Helyezés | Pont   | Helyezés |
| -------------------------------- | -------------------- | --------- | --------- | -------- | -------- | ------ | -------- |
| Sharleen Stratton                | Egyéni műugrás       | 342,70    | 5.        | 327,60   | 9.       | 345,65 | 5.       |
| Jaele Patrick                    | Egyéni műugrás       | 289,65    | 18.       | 315,60   | 11.      | 309,40 | 11.      |
| Brittany Broben                  | Egyéni toronyugrás   | 339,80    | 4.        | 359,55   | 3.       | 366,50 |          |
| Melissa Wu                       | Egyéni toronyugrás   | 337,90    | 5.        | 355,60   | 4.       | 358,10 | 4.       |
| Anabelle Smith Sharleen Stratton | Szinkron műugrás     |           |           |          |          | 304,95 | 5.       |
| Anabelle Smith Sharleen Stratton | Szinkron toronyugrás |           |           |          |          | 323,55 | 4.       |

## Ökölvívás
Férfi
| Versenyző            | Versenyszám     | Selejtező                      | Nyolcaddöntő                    | Negyeddöntő                    | Elődöntő          | Döntő             | Helyezés |
| Versenyző            | Versenyszám     | Ellenfél Eredmény              | Ellenfél Eredmény               | Ellenfél Eredmény              | Ellenfél Eredmény | Ellenfél Eredmény | Helyezés |
| -------------------- | --------------- | ------------------------------ | ------------------------------- | ------------------------------ | ----------------- | ----------------- | -------- |
| Billy Ward           | Papírsúly       | Yosvany Veitía (CUB) · 4–26    | kiesett                         | kiesett                        | kiesett           | kiesett           | 17.      |
| Jackson Darren Woods | Légsúly         | Samir Brahimi (ALG) · 12–14    | kiesett                         | kiesett                        | kiesett           | kiesett           | 17.      |
| Ibrahim Balla        | Harmatsúly      | Aboubakr Lbida (MAR) · 16+–16  | Detelin Dalakliev (BUL) · 10–14 | kiesett                        | kiesett           | kiesett           | 9.       |
| Luke Jackson         | Könnyűsúly      | Liu Qiang (CHN) · 7–20         | kiesett                         | kiesett                        | kiesett           | kiesett           | 17.      |
| Jeffrey Horn         | Kisváltósúly    | Gilbert Choombe (ZAM) · 19–5   | Abderrazak Houya (TUN) · 17–11  | Denisz Berincsik (UKR) · 13–21 | kiesett           | kiesett           | 5.       |
| Cameron Hammond      | Váltósúly       | Moustapha Hima (NIG) · 13–6    | Custio Clayton (CAN) · 11–14    | kiesett                        | kiesett           | kiesett           | 9.       |
| Jesse Ross           | Középsúly       | Abdelmalek Rahou (ALG) · 11–13 | kiesett                         | kiesett                        | kiesett           | kiesett           | 17.      |
| Damien Hooper        | Félnehézsúly    | Marcus Browne (USA) · 13–11    | Jegor Mehoncev (RUS) · 11–19    | kiesett                        | kiesett           | kiesett           | 9.       |
| Jai Tapu Opetaia     | Nehézsúly       |                                | Teymur Məmmədov (AZE) · 11–12   | kiesett                        | kiesett           | kiesett           | 9.       |
| Johan Linde          | Szupernehézsúly |                                | Zhang Zl (CHN) · RSC            | kiesett                        | kiesett           | kiesett           | 9.       |

Női
| Versenyző                   | Versenyszám | Selejtező                  | Negyeddöntő       | Elődöntő          | Döntő             | Helyezés |
| Versenyző                   | Versenyszám | Ellenfél Eredmény          | Ellenfél Eredmény | Ellenfél Eredmény | Ellenfél Eredmény | Helyezés |
| --------------------------- | ----------- | -------------------------- | ----------------- | ----------------- | ----------------- | -------- |
| Naomi-Lee Fischer-Rasmussen | Középsúly   | Anna Laurell (SWE) · 17–24 | kiesett           | kiesett           | kiesett           | 9.       |

RSC - a játékvezető megállította a mérkőzést

## Öttusa
| Versenyző      | Versenyszám | Vívás    | Vívás | Vívás  | Úszás   | Úszás | Úszás | Lovaglás | Lovaglás | Lovaglás | Lovaglás | Futás/Lövészet | Futás/Lövészet | Futás/Lövészet | Futás/Lövészet | Összesen    | Összesen |
| Versenyző      | Versenyszám | Eredmény | Pont  | Hely.  | Idő     | Pont  | Hely. | Idő      | Hibapont | Pont     | Hely.    | Lövőhiba       | Idő            | Pont           | Hely.          | Összes pont | Helyezés |
| -------------- | ----------- | -------- | ----- | ------ | ------- | ----- | ----- | -------- | -------- | -------- | -------- | -------------- | -------------- | -------------- | -------------- | ----------- | -------- |
| Edward Fernon  | Férfi       | 14–21    | 736   | 29.*** | 2:13,10 | 1204  | 33.   | 87,40    | 68       | 1132     | 17.      | 12             | 10:48,19       | 2408           | 14.            | 5480        | 27.      |
| Chloe Esposito | Női         | 14–21    | 736   | 28.**  | 2:12,28 | 1216  | 5.    | 76,74    | 44       | 1156     | 8.       | 2              | 11:55,40       | 2140           | 5.             | 5248        | 7.       |

** - két másik versenyzővel azonos eredményt ért el

*** - három másik versenyzővel azonos eredményt ért el

## Röplabda

### Férfi
| Ausztrál férfi röplabdacsapat-játékoskeret                                                      | Ausztrál férfi röplabdacsapat-játékoskeret                                                |
| ----------------------------------------------------------------------------------------------- | ----------------------------------------------------------------------------------------- |
| - Thomas Edgar - Andrew Grant - Travis Passier - Harrison Peacock - Nathan Roberts - Luke Smith | - Greg Sukochev - Aden Tutton - Adam White - Lincoln Williams - Igor Yudin - Aidan Zingel |

#### Eredmények
Csoportkör
A csoport
|                      |      | Mérkőzések | Mérkőzések | Szettek | Szettek | Szettek | Pontok | Pontok | Pontok |
| Csapat               | Pont | Gy         | V          | Sz+     | Sz–     | SzA     | P+     | P–     | PA     |
| -------------------- | ---- | ---------- | ---------- | ------- | ------- | ------- | ------ | ------ | ------ |
| Bulgária (BUL)       | 12   | 4          | 1          | 13      | 4       | 3,250   | 407    | 390    | 1,044  |
| Lengyelország (POL)  | 9    | 3          | 2          | 11      | 7       | 1,571   | 433    | 374    | 1,158  |
| Argentína (ARG)      | 9    | 3          | 2          | 10      | 7       | 1,429   | 382    | 367    | 1,041  |
| Olaszország (ITA)    | 8    | 3          | 2          | 10      | 9       | 1,111   | 426    | 413    | 1,031  |
| Ausztrália (AUS)     | 7    | 2          | 3          | 8       | 10      | 0,800   | 395    | 397    | 0,995  |
| Nagy-Britannia (GBR) | 0    | 0          | 5          | 0       | 15      | 0,000   | 274    | 376    | 0,729  |

| 2012. július 29. 14:45 (15:45) | Ausztrália (AUS)                  | 0–3 | Argentína (ARG) | Earls Court Exhibition Centre, London Nézőszám: 11 500 Játékvezető: Nasr Shaaban (EGY), Susana Rodriguez (ESP) |
| 2012. július 29. 14:45 (15:45) | (21–25, 22–25, 20–25) Jegyzőkönyv |     |                 | Earls Court Exhibition Centre, London Nézőszám: 11 500 Játékvezető: Nasr Shaaban (EGY), Susana Rodriguez (ESP) |

| 2012. július 31. 20:00 (21:00) | Nagy-Britannia (GBR)              | 0–3 | Ausztrália (AUS) | Earls Court Exhibition Centre, London Nézőszám: 14 000 Játékvezető: Georgios Karampetsos (GRE), Rogerio Espicalsky (BRA) |
| 2012. július 31. 20:00 (21:00) | (15–25, 18–25, 20–25) Jegyzőkönyv |     |                  | Earls Court Exhibition Centre, London Nézőszám: 14 000 Játékvezető: Georgios Karampetsos (GRE), Rogerio Espicalsky (BRA) |

| 2012. augusztus 2. 11:30 (12:30) | Ausztrália (AUS)                  | 0–3 | Bulgária (BUL) | Earls Court Exhibition Centre, London Nézőszám: 12 000 Játékvezető: Vang Ning (CHN), Andrej Zenovics (RUS) |
| 2012. augusztus 2. 11:30 (12:30) | (23–25, 21–25, 22–25) Jegyzőkönyv |     |                | Earls Court Exhibition Centre, London Nézőszám: 12 000 Játékvezető: Vang Ning (CHN), Andrej Zenovics (RUS) |

| 2012. augusztus 4. 14:45 (15:45) | Ausztrália (AUS)                                | 2–3 | Olaszország (ITA) | Earls Court Exhibition Centre, London Nézőszám: 11 500 Játékvezető: Andrej Zenovics (RUS), Rogerio Espicalsky (BRA) |
| 2012. augusztus 4. 14:45 (15:45) | (25–21, 25–18, 21–25, 14–25, 13–15) Jegyzőkönyv |     |                   | Earls Court Exhibition Centre, London Nézőszám: 11 500 Játékvezető: Andrej Zenovics (RUS), Rogerio Espicalsky (BRA) |

| 2012. augusztus 6. 9:30 (10:30) | Ausztrália (AUS)                         | 3–1 | Lengyelország (POL) | Earls Court Exhibition Centre, London Nézőszám: 12 000 Játékvezető: Rogerio Espicalsky (BRA), Andrej Zenovics (RUS) |
| 2012. augusztus 6. 9:30 (10:30) | (25–21, 25–22, 18–25, 25–22) Jegyzőkönyv |     |                     | Earls Court Exhibition Centre, London Nézőszám: 12 000 Játékvezető: Rogerio Espicalsky (BRA), Andrej Zenovics (RUS) |

| Csapat           | Helyezés |
| ---------------- | -------- |
| Ausztrália (AUS) | 9.       |

### Strandröplabda

#### Női
| Versenyző                     | Csoportkör | Csoportkör | 16 közé jutásért  | Nyolcaddöntő      | Negyeddöntő       | Elődöntő          | Döntő             | Helyezés |
| Versenyző                     | Ellenfél Eredmény | Hely.      | Ellenfél Eredmény | Ellenfél Eredmény | Ellenfél Eredmény | Ellenfél Eredmény | Ellenfél Eredmény | Helyezés |
| ----------------------------- | --- | ---------- | ----------------- | ----------------- | ----------------- | ----------------- | ----------------- | -------- |
| Louise Bawden Becchara Palmer | E csoport · Németország (GER) · Sara Goller · Laura Ludwig · 18–21, 21–19, 8–15 · Hollandia (NED) · Madelein Meppelink · Sophie van Gestel · 19–21, 15–21 · Brazília (BRA) · Maria Antonelli · Talita Antunes · 21–18, 16–21, 9–15                        | 4.         | kiesett           | kiesett           | kiesett           | kiesett           | kiesett           | 19.      |
| Natalie Cook Tamsin Hinchley  | C csoport · Egyesült Államok (USA) · Misty May-Treanor · Kerri Walsh Jennings · 18–21, 19–21 · Ausztria (AUT) · Doris Schwaiger · Stefanie Schwaiger · 21–18, 20–22, 10–15 · Csehország (CZE) · Kristýna Kolocová · Markéta Sluková · 16–21, 21–18, 11–15 | 4.         | kiesett           | kiesett           | kiesett           | kiesett           | kiesett           | 19.      |

## Sportlövészet
Férfi
| Versenyző        | Versenyszám           | Selejtező | Selejtező | Döntő   | Döntő    |
| Versenyző        | Versenyszám           | Pont      | Helyezés  | Pont    | Helyezés |
| ---------------- | --------------------- | --------- | --------- | ------- | -------- |
| Daniel Repacholi | Légpisztoly           | 575       | 28.       | kiesett | kiesett  |
| Daniel Repacholi | Szabadpisztoly        | 557       | 19.       | kiesett | kiesett  |
| David Chapman    | Gyorstüzelő pisztoly  | 559       | 18.       | kiesett | kiesett  |
| William Godward  | Légpuska              | 588       | 40.       | kiesett | kiesett  |
| Dane Sampson     | Légpuska              | 587       | 42.       | kiesett | kiesett  |
| Dane Sampson     | Sportpuska, összetett | 1151      | 37.       | kiesett | kiesett  |
| Dane Sampson     | Sportpuska, fekvő     | 583       | 48.       | kiesett | kiesett  |
| Warren Potent    | Sportpuska, fekvő     | 591       | 32.       | kiesett | kiesett  |
| Michael Diamond  | Trap                  | 125       | 1.        | 145     | 4.       |
| Adam Vella       | Trap                  | 119       | 15.       | kiesett | kiesett  |
| Russell Mark     | Dupla trap            | 128       | 20.       | kiesett | kiesett  |
| Keith Ferguson   | Skeet                 | 116       | 20.       | kiesett | kiesett  |
| Clive Barton     | Skeet                 | 109       | 33.       | kiesett | kiesett  |

Női
| Versenyző                    | Versenyszám           | Selejtező | Selejtező | Döntő   | Döntő    |
| Versenyző                    | Versenyszám           | Pont      | Helyezés  | Pont    | Helyezés |
| ---------------------------- | --------------------- | --------- | --------- | ------- | -------- |
| Dina Aspandiyarova           | Légpisztoly           | 382       | 14.       | kiesett | kiesett  |
| Lalita Milshina-Yauhleuskaya | Légpisztoly           | 371       | 40.       | kiesett | kiesett  |
| Lalita Milshina-Yauhleuskaya | Sportpisztoly         | 580       | 17.       | kiesett | kiesett  |
| Hayley Chapman               | Sportpisztoly         | 568       | 34.       | kiesett | kiesett  |
| Alethea Nevada Sedgman       | Légpuska              | 387       | 52.       | kiesett | kiesett  |
| Robyn Van Nus                | Légpuska              | 391       | 45.       | kiesett | kiesett  |
| Robyn Van Nus                | Sportpuska, összetett | 570       | 41.       | kiesett | kiesett  |
| Suzy Balogh                  | Trap                  | 72        | 3.        | 87      | 6.       |
| Lauryn Mark                  | Skeet                 | 59        | 15.       | kiesett | kiesett  |

## Súlyemelés
Férfi
| Versenyző   | Versenyszám | Szakítás | Szakítás | Lökés    | Lökés    | Összesen | Helyezés |
| Versenyző   | Versenyszám | Eredmény | Helyezés | Eredmény | Helyezés | Összesen | Helyezés |
| ----------- | ----------- | -------- | -------- | -------- | -------- | -------- | -------- |
| Damon Kelly | +105 kg     | 165      | 16.      | 216      | 13.      | 381      | 16.      |

Női
| Versenyző | Versenyszám | Szakítás | Szakítás | Lökés    | Lökés    | Összesen | Helyezés |
| Versenyző | Versenyszám | Eredmény | Helyezés | Eredmény | Helyezés | Összesen | Helyezés |
| --------- | ----------- | -------- | -------- | -------- | -------- | -------- | -------- |
| Seen Lee  | 63 kg       | 83       | 7.       | 103      | 7.       | 186      | 7.       |

## Szinkronúszás
| Versenyző | Versenyszám | Technikai gyakorlat | Technikai gyakorlat | Selejtező        | Selejtező        | Selejtező  | Selejtező  | Döntő            | Döntő            | Döntő      | Döntő      | Helyezés |
| Versenyző | Versenyszám | Technikai gyakorlat | Technikai gyakorlat | Szabad gyakorlat | Szabad gyakorlat | Összesítés | Összesítés | Szabad gyakorlat | Szabad gyakorlat | Összesítés | Összesítés | Helyezés |
| Versenyző | Versenyszám | Pont                | Hely.               | Pont             | Hely.            | Pont       | Hely.      | Pont             | Hely.            | Pont       | Hely.      | Helyezés |
| --- | ----------- | ------------------- | ------------------- | ---------------- | ---------------- | ---------- | ---------- | ---------------- | ---------------- | ---------- | ---------- | -------- |
| Eloise Amberger Sarah Bombell | Páros       | 77,400              | 23.                 | 77,480           | 23.              | 154,880    | 23.        | kiesett          | kiesett          | kiesett    | kiesett    | 23.      |
| Eloise Amberger Jenny-Lyn Anderson Sarah Bombell Olia Burtaev Tamika Domrow Bianca Hammett Tarren Otte Samantha Reid Frankie Owen | Csapat      | 77,500              | 8.                  |                  |                  |            |            | 77,430           | 8.               | 154,930    | 8.         | 8.       |

## Taekwondo
Férfi
| Versenyző     | Versenyszám | Nyolcaddöntő             | Negyeddöntő               | Elődöntő          | Vigaszág elődöntő     | Bronz- mérkőzés                   | Döntő             | Helyezés |
| Versenyző     | Versenyszám | Ellenfél Eredmény        | Ellenfél Eredmény         | Ellenfél Eredmény | Ellenfél Eredmény     | Ellenfél Eredmény                 | Ellenfél Eredmény | Helyezés |
| ------------- | ----------- | ------------------------ | ------------------------- | ----------------- | --------------------- | --------------------------------- | ----------------- | -------- |
| Safwan Khalil | Légsúly     | Diego García (MEX) · 9–4 | Joel González (ESP) · 3–5 |                   | Uno Sanli (SWE) · 4–1 | Alekszej Gyenyiszenko (RUS) · 1–3 |                   | 5.       |

Női
| Versenyző     | Versenyszám | Nyolcaddöntő                           | Negyeddöntő                | Elődöntő              | Vigaszág elődöntő | Bronz- mérkőzés          | Döntő             | Helyezés |
| Versenyző     | Versenyszám | Ellenfél Eredmény                      | Ellenfél Eredmény          | Ellenfél Eredmény     | Ellenfél Eredmény | Ellenfél Eredmény        | Ellenfél Eredmény | Helyezés |
| ------------- | ----------- | -------------------------------------- | -------------------------- | --------------------- | ----------------- | ------------------------ | ----------------- | -------- |
| Carmen Marton | Váltósúly   | Sousan Hajipourgoli (IRI) · 4–4 (h.h.) | Elin Johansson (SWE) · 6–3 | Nur Tatar (TUR) · 0–6 |                   | Helena Fromm (GER) · 2–8 |                   | 5.       |

## Tenisz
Férfi
| Versenyző      | Versenyszám | 64-es főtábla                              | 32-es főtábla                | Nyolcaddöntő                        | Negyeddöntő       | Elődöntő          | Bronz- mérkőzés   | Döntő             | Helyezés |
| Versenyző      | Versenyszám | Ellenfél Eredmény                          | Ellenfél Eredmény            | Ellenfél Eredmény                   | Ellenfél Eredmény | Ellenfél Eredmény | Ellenfél Eredmény | Ellenfél Eredmény | Helyezés |
| -------------- | ----------- | ------------------------------------------ | ---------------------------- | ----------------------------------- | ----------------- | ----------------- | ----------------- | ----------------- | -------- |
| Lleyton Hewitt | Egyes       | Szerhij Sztahovszkij (UKR) · 6–3, 4–6, 6–3 | Marin Čilić (CRO) · 6–4, 7–5 | Novak Đoković (SRB) · 6–4, 5–7, 1–6 | kiesett           | kiesett           | kiesett           | kiesett           | 9.       |
| Bernard Tomic  | Egyes       | Nisikori Kei (JPN) · 6–7(4–7), 6–7(4–7)    | kiesett                      | kiesett                             | kiesett           | kiesett           | kiesett           | kiesett           | 33.      |

Női
| Versenyző                             | Versenyszám | 64-es főtábla                               | 32-es főtábla                                                                         | Nyolcaddöntő      | Negyeddöntő       | Elődöntő          | Bronz- mérkőzés   | Döntő             | Helyezés |
| Versenyző                             | Versenyszám | Ellenfél Eredmény                           | Ellenfél Eredmény                                                                     | Ellenfél Eredmény | Ellenfél Eredmény | Ellenfél Eredmény | Ellenfél Eredmény | Ellenfél Eredmény | Helyezés |
| ------------------------------------- | ----------- | ------------------------------------------- | ------------------------------------------------------------------------------------- | ----------------- | ----------------- | ----------------- | ----------------- | ----------------- | -------- |
| Samantha Stosur                       | Egyes       | Carla Suárez Navarro (ESP) · 6–3, 5–7, 8–10 | kiesett                                                                               | kiesett           | kiesett           | kiesett           | kiesett           | kiesett           | 33.      |
| Jarmila Gajdošová Anastasia Rodionova | Páros       |                                             | Oroszország (RUS) · Jekatyerina Makarova · Jelena Vesznyina · 1–6, 4–6                | kiesett           | kiesett           | kiesett           | kiesett           | kiesett           | 17.      |
| Casey Dellacqua Samantha Stosur       | Páros       |                                             | Spanyolország (ESP) · Nuria Llagostera Vives · María José Martínez Sánchez · 1–6, 1–6 | kiesett           | kiesett           | kiesett           | kiesett           | kiesett           | 17.      |

Vegyes
| Versenyző                      | Versenyszám | Nyolcaddöntő                                                            | Negyeddöntő                                                          | Elődöntő          | Bronz- mérkőzés   | Döntő             | Helyezés |
| Versenyző                      | Versenyszám | Ellenfél Eredmény                                                       | Ellenfél Eredmény                                                    | Ellenfél Eredmény | Ellenfél Eredmény | Ellenfél Eredmény | Helyezés |
| ------------------------------ | ----------- | ----------------------------------------------------------------------- | -------------------------------------------------------------------- | ----------------- | ----------------- | ----------------- | -------- |
| Samantha Stosur Lleyton Hewitt | Páros       | Lengyelország (POL) · Agnieszka Radwańska · Marcin Matkowski · 6–3, 6–3 | Nagy-Britannia (GBR) · Laura Robson · Andy Murray · 3–6, 6–3, [8–10] | kiesett           | kiesett           | kiesett           | 5.       |

## Tollaslabda
| Versenyző                 | Versenyszám | Csoportkör | Csoportkör | Nyolcaddöntő      | Negyeddöntő                                                       | Elődöntő          | Bronz- mérkőzés   | Döntő             | Helyezés |
| Versenyző                 | Versenyszám | Ellenfél Eredmény | Hely.      | Ellenfél Eredmény | Ellenfél Eredmény                                                 | Ellenfél Eredmény | Ellenfél Eredmény | Ellenfél Eredmény | Helyezés |
| ------------------------- | ----------- | --- | ---------- | ----------------- | ----------------------------------------------------------------- | ----------------- | ----------------- | ----------------- | -------- |
| Ross Smith Glenn Warfe    | Férfi páros | A csoport · Kína (CHN) · Cai Yun · Fu Haifeng · 11–21, 17–21 · Tajvan (TPE) · Fang Chieh-min · Lee Sheng-mu · 14–21, 13–21 Németország (GER) · Ingo Kindervater · Johannes Schöttler · 13–21, 14–21                                       | 4.         |                   | kiesett                                                           | kiesett           | kiesett           | kiesett           | 13.      |
| Victoria Na               | Női egyes   | D csoport · Juan Gu (SIN) · 10–21, 7–21 · Monika Fašungová (SVK) · 21–12, 21–18 | 2.         | kiesett           | kiesett                                                           | kiesett           | kiesett           | kiesett           | 17.      |
| Leanne Choo Renuga Veeran | Női páros   | C csoport · Indonézia (INA) · Meiliana Jauhari · Greysia Polii · 11–21, 22–20, 7–21 · Dél-afrikai Köztársaság (RSA) · Michelle Claire Edwards · Annari Viljoen · 21–9, 21–7 · Dél-Korea (KOR) · Ha Dzsongun · Kim Mindzsong · 21–7, 21–19 | 1.         |                   | Kanada (CAN) · Alexandra Bruce · Michelle Li · 9–21, 21–18, 18–21 | kiesett           | kiesett           | kiesett           | 5.       |

## Torna
Férfi
| Versenyző       | Versenyszám      | Selejtező | Selejtező | Döntő    | Döntő    |
| Versenyző       | Versenyszám      | Pontszám  | Helyezés  | Pontszám | Helyezés |
| --------------- | ---------------- | --------- | --------- | -------- | -------- |
| Joshua Jefferis | Talaj            | 13,800    | 58.       | kiesett  | kiesett  |
| Joshua Jefferis | Korlát           | 14,566    | 39.       | kiesett  | kiesett  |
| Joshua Jefferis | Nyújtó           | 13,766    | 48.       | kiesett  | kiesett  |
| Joshua Jefferis | Gyűrű            | 14,533    | 37.       | kiesett  | kiesett  |
| Joshua Jefferis | Lólengés         | 13,433    | 42.       | kiesett  | kiesett  |
| Joshua Jefferis | Egyéni összetett | 85,598    | 27.       | 86,865   | 19.      |

Női
| Versenyző                                                       | Versenyszám      | Selejtező | Selejtező | Döntő    | Döntő    |
| Versenyző                                                       | Versenyszám      | Pontszám  | Helyezés  | Pontszám | Helyezés |
| --------------------------------------------------------------- | ---------------- | --------- | --------- | -------- | -------- |
| Ashleigh Brennan                                                | Talaj            | 14,200    | 16.       | kiesett  | kiesett  |
| Ashleigh Brennan                                                | Felemás korlát   | 13,266    | 47.       | kiesett  | kiesett  |
| Ashleigh Brennan                                                | Gerenda          | 13,066    | 43.**     | kiesett  | kiesett  |
| Ashleigh Brennan                                                | Egyéni összetett | 54,232    | 28.       | 55,332   | 20.      |
| Emily Little                                                    | Talaj            | 12,666    | 65.       | kiesett  | kiesett  |
| Emily Little                                                    | Felemás korlát   | 13,433    | 40.       | kiesett  | kiesett  |
| Emily Little                                                    | Gerenda          | 13,633    | 33.       | kiesett  | kiesett  |
| Emily Little                                                    | Egyéni összetett | 54,498    | 24.       | 55,765   | 15.      |
| Lauren Mitchell                                                 | Talaj            | 14,833    | 5.        | 14,833   | 5.       |
| Lauren Mitchell                                                 | Gerenda          | 14,300    | 20.       | kiesett  | kiesett  |
| Larrissa Miller                                                 | Talaj            | 13,466    | 42.       | kiesett  | kiesett  |
| Larrissa Miller                                                 | Felemás korlát   | 14,025    | 29.       | kiesett  | kiesett  |
| Georgia Bonora                                                  | Felemás korlát   | 13,100    | 51.       | kiesett  | kiesett  |
| Georgia Bonora                                                  | Gerenda          | 13,066    | 43.**     | kiesett  | kiesett  |
| Georgia Bonora Ashleigh Brennan Larrissa Miller Lauren Mitchell | Csapat összetett | 166,721   | 10.       | kiesett  | kiesett  |

** - egy másik versenyzővel azonos eredményt ért el

### Ritmikus gimnasztika
| Versenyző     | Versenyszám | Selejtező | Selejtező | Selejtező | Selejtező | Selejtező | Selejtező | Selejtező | Selejtező | Selejtező | Selejtező | Döntő   | Döntő   | Döntő   | Döntő   | Döntő    | Döntő    | Döntő   | Döntő   | Döntő    | Döntő    | Helyezés |
| Versenyző     | Versenyszám | Karika    | Karika    | Labda     | Labda     | Buzogány  | Buzogány  | Szalag    | Szalag    | Összesen  | Összesen  | Karika  | Karika  | Labda   | Labda   | Buzogány | Buzogány | Szalag  | Szalag  | Összesen | Összesen | Helyezés |
| Versenyző     | Versenyszám | Pont      | Hely.     | Pont      | Hely.     | Pont      | Hely.     | Pont      | Hely.     | Pont      | Hely.     | Pont    | Hely.   | Pont    | Hely.   | Pont     | Hely.    | Pont    | Hely.   | Pont     | Hely.    | Helyezés |
| ------------- | ----------- | --------- | --------- | --------- | --------- | --------- | --------- | --------- | --------- | --------- | --------- | ------- | ------- | ------- | ------- | -------- | -------- | ------- | ------- | -------- | -------- | -------- |
| Janine Murray | Egyéni      | 24,350    | 21.       | 23,100    | 24.       | 23,875    | 22.       | 25,000    | 19.       | 96,325    | 22.       | kiesett | kiesett | kiesett | kiesett | kiesett  | kiesett  | kiesett | kiesett | kiesett  | kiesett  | 22.      |

### Trambulin
| Versenyző    | Versenyszám | Selejtező | Selejtező | Döntő    | Döntő    |
| Versenyző    | Versenyszám | Pontszám  | Helyezés  | Pontszám | Helyezés |
| ------------ | ----------- | --------- | --------- | -------- | -------- |
| Blake Gaudry | Férfi       | 84,255    | 13.       | kiesett  | kiesett  |

## Triatlon
| Versenyző         | Versenyszám | 1,5 km úszás | Depózás 1 | 40 km kerékpározás | Depózás 2     | 10 km futás   | Összesítés    | Összesítés    |
| Versenyző         | Versenyszám | Idő          | Idő       | Idő                | Idő           | Idő           | Idő           | Helyezés      |
| ----------------- | ----------- | ------------ | --------- | ------------------ | ------------- | ------------- | ------------- | ------------- |
| Courtney Atkinson | Férfi       | 17:26        | 0:39      | 1:16:53            | 0:28          | 31:58         | 1:49:19       | 18.           |
| Brad Kahlefeldt   | Férfi       | 18:06        | 0:39      | 1:18:25            | 0:29          | 31:29         | 1:50:23       | 32.           |
| Brendan Sexton    | Férfi       | 18:53        | 0:42      | 1:18:26            | 0:29          | 31:41         | 1:50:36       | 35.           |
| Erin Densham      | Női         | 19:25        | 0:40      | 1:05:33            | 0:30          | 33.42         | 1:59:50       |               |
| Emma Jackson      | Női         | 19:25        | 0:42      | 1:05:32            | 0:30          | 35:07         | 2:01:16       | 8.            |
| Emma Moffatt      | Női         | 19:23        | 0:43      | nem ért célba      | nem ért célba | nem ért célba | nem ért célba | nem ért célba |

## Úszás
Férfi
| Versenyző                                                                                         | Versenyszám            | Előfutam | Előfutam | Előfutam | Elődöntő | Elődöntő | Elődöntő | Döntő     | Döntő    |
| Versenyző                                                                                         | Versenyszám            | Idő      | Hely.    | Össz.    | Idő      | Hely.    | Össz.    | Idő       | Helyezés |
| ------------------------------------------------------------------------------------------------- | ---------------------- | -------- | -------- | -------- | -------- | -------- | -------- | --------- | -------- |
| Eamon Sullivan                                                                                    | 50 m gyors             | 22,27    | 5.       | 16.      | 21,88    | 4.       | 7.*      | 21,98     | 8.       |
| James Magnussen                                                                                   | 50 m gyors             | 22,11    | 4.       | 10.      | 22,00    | 6.       | 11.      | kiesett   | kiesett  |
| James Magnussen                                                                                   | 100 m gyors            | 48,38    | 2.       | 4.       | 47,63    | 1.       | 1.       | 47,53     |          |
| James Roberts                                                                                     | 100 m gyors            | 48,93    | 3.       | 12.*     | 48,57    | 6.       | 12.*     | kiesett   | kiesett  |
| Ryan Napoleon                                                                                     | 400 m gyors            | 3:47,01  | 3.       | 7.       |          |          |          | 3:49,25   | 8.       |
| David McKeon                                                                                      | 400 m gyors            | 3:48,57  | 5.       | 14.      |          |          |          | kiesett   | kiesett  |
| Jarrod Poort                                                                                      | 1500 m gyors           | 15:20,82 | 7.       | 18.      |          |          |          | kiesett   | kiesett  |
| James Magnussen Matt Targett Eamon Sullivan James Roberts Cameron Mcevoy Tommaso D’Orsogna        | 4 × 100 m gyorsváltó   | 3:12,29  | 1.       | 1.       |          |          |          | 3:11,63   | 4.       |
| Thomas Fraser-Holmes Kenrick Monk Ned Mckendry Ryan Napoleon David McKeon Cameron Mcevoy          | 4 × 200 m gyorsváltó   | 7:10,50  | 2.       | 4.       |          |          |          | 7:07,00   | 5.       |
| Hayden Stoeckel                                                                                   | 100 m hát              | 53,88    | 5.       | 9.       | 53,74    | 5.       | 8.       | 53,55     | 7.       |
| Daniel Arnamnart                                                                                  | 100 m hát              | 54,28    | 7.       | 15.      | 54,48    | 8.       | 16.      | kiesett   | kiesett  |
| Mitchell Larkin                                                                                   | 200 m hát              | 1:57,53  | 3.       | 10.      | 1:56,82  | 4.       | 7.       | 1:58,02   | 8.       |
| Matson Lawson                                                                                     | 200 m hát              | 1:58,92  | 6.       | 21.      | kiesett  | kiesett  | kiesett  | kiesett   | kiesett  |
| Christian Sprenger                                                                                | 100 m mell             | 59,62    | 1.       | 1.       | 59,61    | 1.       | 4.       | 58,93     |          |
| Brenton Rickard                                                                                   | 100 m mell             | 1:00,07  | 5.       | 14.      | 59,50    | 3.       | 3.       | 59,87     | 6.       |
| Brenton Rickard                                                                                   | 200 m mell             | 2:11,41  | 6.       | 15.      | 2:09,31  | 5.       | 8.       | 2:09,28   | 7.       |
| Kenrick Monk                                                                                      | 200 m gyors            | 1:46,94  | 3.       | 7.       | 1:47,38  | 7.       | 13.      | kiesett   | kiesett  |
| Thomas Fraser-Holmes                                                                              | 200 m gyors            | 1:47,50  | 5.       | 13.      | 1:46,80  | 4.       | 8.       | 1:46,93   | 7.       |
| Thomas Fraser-Holmes                                                                              | 400 m vegyes           | 4:12,66  | 3.       | 5.       |          |          |          | 4:13,49   | 7.       |
| Dan Tranter                                                                                       | 400 m vegyes           | 4:25,76  | 8.       | 32.      |          |          |          | kiesett   | kiesett  |
| Dan Tranter                                                                                       | 200 m vegyes           | 1:59,70  | 6.       | 13.      | 2:00,46  | 8.       | 14.      | kiesett   | kiesett  |
| Jayden Hadler                                                                                     | 200 m vegyes           | 2:01,54  | 8.       | 31.      | kiesett  | kiesett  | kiesett  | kiesett   | kiesett  |
| Jayden Hadler                                                                                     | 100 m pillangó         | 52,52    | 7.       | 23.      | kiesett  | kiesett  | kiesett  | kiesett   | kiesett  |
| Chris Wright                                                                                      | 100 m pillangó         | 52,11    | 4.       | 10.      | 52,11    | 4.       | 11.      | kiesett   | kiesett  |
| Chris Wright                                                                                      | 200 m pillangó         | 1:56,69  | 6.       | 14.      | 1:58,56  | 8.       | 16.      | kiesett   | kiesett  |
| Nick D'Arcy                                                                                       | 200 m pillangó         | 1:56,25  | 5.       | 12.      | 1:56,07  | 6.       | 13.      | kiesett   | kiesett  |
| Hayden Stoeckel Christian Sprenger Matt Targett James Magnussen Brenton Rickard Tommaso D’Orsogna | 4 × 100 m vegyes váltó | 3:33,73  | 2.       | 4.       |          |          |          | 3:31,58   |          |
| Ky Hurst                                                                                          | 10 km nyílt vízi       |          |          |          |          |          |          | 1:51:41,3 | 20.      |

Női
| Versenyző | Versenyszám            | Előfutam | Előfutam | Előfutam | Elődöntő | Elődöntő | Elődöntő | Döntő     | Döntő    |
| Versenyző | Versenyszám            | Idő      | Hely.    | Össz.    | Idő      | Hely.    | Össz.    | Idő       | Helyezés |
| --- | ---------------------- | -------- | -------- | -------- | -------- | -------- | -------- | --------- | -------- |
| Mel Schlanger | 100 m gyors            | 53,50    | 1.       | 2.       | 53,38    | 1.       | 2.       | 53,47     | 4.       |
| Cate Campbell | 50 m gyors             | 24,94    | 3.       | 10.*     | 25,01    | 7.       | 13.      | kiesett   | kiesett  |
| Bronte Barratt | 50 m gyors             | 24,87    | 2.       | 9.       | 24,94    | 4.       | 10.*     | kiesett   | kiesett  |
| Bronte Barratt | 200 m gyors            | 1:58,12  | 2.       | 10.      | 1:56,08  | 1.       | 1.       | 1:55,81   |          |
| Kylie Palmer | 200 m gyors            | 1:58,16  | 4.       | 11.      | 1:57,44  | 3.       | 7.       | 1:57,68   | 8.       |
| Kylie Palmer | 400 m gyors            | 4:07,27  | 4.       | 11.      |          |          |          | kiesett   | kiesett  |
| Kylie Palmer | 800 m gyors            | 8:35,75  | 6.       | 18.      |          |          |          | kiesett   | kiesett  |
| Jess Ashwood | 800 m gyors            | 8:37,21  | 7.       | 20.      |          |          |          | kiesett   | kiesett  |
| Bronte Barratt | 400 m gyors            | 4:07,99  | 6.       | 12.      |          |          |          | kiesett   | kiesett  |
| Alicia Coutts Cate Campbell Brittany Elmslie Mel Schlanger Emily Seebohm Yolane Kukla Libby Lenton-Trickett        | 4 × 100 m gyorsváltó   | 3:36,34  | 1.       | 1.       |          |          |          | 3:33,15   |          |
| Bronte Barratt Mel Schlanger Kylie Palmer Alicia Coutts Brittany Elmslie Angie Bainbridge Jade Neilsen Blair Evans | 4 × 200 m gyorsváltó   | 7:49,44  | 1.       | 1.       |          |          |          | 7:44,41   |          |
| Emily Seebohm | 100 m hát              | 58,23    | 1.       | 1.       | 58,39    | 1.       | 8.       | 58,68     |          |
| Belinda Hocking | 100 m hát              | 59,61    | 2.       | 3.       | 59,79    | 4.       | 14.      | 59,29     | 8.       |
| Belinda Hocking | 200 m hát              | 2:08,75  | 1.       | 5.       | 2:09,35  | 5.       | 10.      | kiesett   | kiesett  |
| Meagen Nay | 200 m hát              | 2:08,40  | 3.       | 4.       | 2:07,42  | 2.       | 3.       | 2:07,43   | 5.       |
| Leisel Jones | 100 m mell             | 1:06,98  | 2.       | 5.       | 1:06,81  | 3.       | 5.       | 1:06,95   | 5.       |
| Leiston Pickett | 100 m mell             | 1:07,41  | 3.       | 11.      | 1:07,74  | 6.       | 13.      | kiesett   | kiesett  |
| Sally Foster | 200 m mell             | 2:26,04  | 5.       | 10.      | 2:24,46  | 4.       | 8.       | 2:26,00   | 8.       |
| Tessa Wallace | 200 m mell             | 2:26,94  | 5.       | 16.      | 2:27,38  | 8.       | 15.      | kiesett   | kiesett  |
| Samantha Hamill | 200 m pillangó         | 2:11,07  | 6.       | 20.      | kiesett  | kiesett  | kiesett  | kiesett   | kiesett  |
| Jess Schipper | 200 m pillangó         | 2:08,74  | 5.       | 12.      | 2:08,21  | 6.       | 13.      | kiesett   | kiesett  |
| Jess Schipper | 100 m pillangó         | 59,17    | 8.       | 24.      | kiesett  | kiesett  | kiesett  | kiesett   | kiesett  |
| Alicia Coutts | 100 m pillangó         | 57,36    | 1.       | 3.       | 56,85    | 2.       | 2.       | 56,94     |          |
| Alicia Coutts | 200 m vegyes           | 2:10,74  | 3.       | 5.       | 2:09,83  | 2.       | 2.       | 2:08,15   |          |
| Stephanie Rice | 200 m vegyes           | 2:12,23  | 3.       | 9.       | 2:10,80  | 5.       | 6.       | 2:09,55   | 4.       |
| Stephanie Rice | 400 m vegyes           | 4:35,76  | 2.       | 7.       |          |          |          | 4:35,49   | 6.*      |
| Blair Evans | 400 m vegyes           | 4:40,42  | 6.       | 13.      |          |          |          | kiesett   | kiesett  |
| Emily Seebohm Leisel Jones Alicia Coutts Mel Schlanger Brittany Elmslie                                            | 4 × 100 m vegyes váltó | 3:55,42  | 1.       | 1.       |          |          |          | 3:54,02   |          |
| Melissa Gorman | 10 km nyílt vízi       |          |          |          |          |          |          | 1:58:53,1 | 11.      |

* - egy másik versenyzővel azonos eredményt ért el

## Vitorlázás
Férfi
| Versenyző                     | Versenyszám        | Futam | Futam | Futam | Futam | Futam | Futam | Futam | Futam | Futam | Futam | Futam | Futam | Futam | Futam | Futam | Futam   | Pontszám | Helyezés |
| Versenyző                     | Versenyszám        | 1     | 2     | 3     | 4     | 5     | 6     | 7     | 8     | 9     | 10    | 11    | 12    | 13    | 14    | 15    | É       | Pontszám | Helyezés |
| ----------------------------- | ------------------ | ----- | ----- | ----- | ----- | ----- | ----- | ----- | ----- | ----- | ----- | ----- | ----- | ----- | ----- | ----- | ------- | -------- | -------- |
| Tom Slingsby                  | Laser              | 2     | 1     | 2     | 6     | 9     | 2     | (15)  | 1     | 1     | 1     |       |       |       |       |       | 9       | 43       |          |
| Brendan Casey                 | Finn dingi         | (25)  | 7     | 9     | 16    | 10    | 17    | 19    | 9     | 9     | 5     |       |       |       |       |       | kiesett | 106      | 13.      |
| Mathew Belcher Malcolm Page   | 470-es osztály     | 3     | (9)   | 2     | 1     | 1     | 1     | 3     | 5     | 1     | 1     |       |       |       |       |       | 4       | 22       |          |
| Nathan Outteridge Iain Jensen | Könnyű 49-es dingi | 8     | 1     | 2     | 4     | 2     | 1     | (10)  | 6     | 9     | 5     | 4     | 1     | 1     | 1     | 3     | 4       | 56       |          |

Női
| Versenyző                      | Versenyszám     | Futam | Futam | Futam | Futam | Futam | Futam | Futam | Futam | Futam | Futam | Futam   | Pontszám | Helyezés |
| Versenyző                      | Versenyszám     | 1     | 2     | 3     | 4     | 5     | 6     | 7     | 8     | 9     | 10    | É       | Pontszám | Helyezés |
| ------------------------------ | --------------- | ----- | ----- | ----- | ----- | ----- | ----- | ----- | ----- | ----- | ----- | ------- | -------- | -------- |
| Jessica Crisp                  | Szörfvitorlázás | 11    | 10    | (17)  | 17    | 7     | 12    | 5     | 8     | 13    | 13    | kiesett | 96       | 11.      |
| Krystal Weir                   | Laser radial    | 18    | 18    | 10    | 23    | 7     | (35)  | 7     | 12    | 4     | 22    | kiesett | 121      | 12.      |
| Elise Rechichi Belinda Stowell | 470-es osztály  | 14    | 7     | 3     | (21*) | 9     | 7     | 9     | 13    | 4     | 1     | 16      | 83       | 7.       |

| Versenyző                               | Versenyszám | Csoportkör | Csoportkör | Csoportkör | Csoportkör | Csoportkör | Csoportkör | Csoportkör | Csoportkör | Csoportkör | Csoportkör | Csoportkör | Csoportkör | Csoportkör | Kieséses szakasz      | Kieséses szakasz       | Kieséses szakasz          | Helyezés |
| Versenyző                               | Versenyszám | FIN        | FRA        | USA        | GBR        | NZL        | RUS        | SWE        | NED        | ESP        | DEN        | POR        | Pont       | Hely.      | Negyeddöntő           | Elődöntő               | Döntő                     | Helyezés |
| --------------------------------------- | ----------- | ---------- | ---------- | ---------- | ---------- | ---------- | ---------- | ---------- | ---------- | ---------- | ---------- | ---------- | ---------- | ---------- | --------------------- | ---------------------- | ------------------------- | -------- |
| Nina Curtis Olivia Price Lucinda Whitty | Elliott 6 m | 1–0        | 1–0        | 1–0        | 1–0        | 1–0        | 1–0        | 1–0        | 1–0        | 1–0        | 1–0        | 1–0        | 11         | 1.         | Hollandia (NED) · 3–1 | Finnország (FIN) · 2–1 | Spanyolország (ESP) · 2–3 |          |

* - kizárták

## Vízilabda

### Férfi
| Ausztrál férfi vízilabdacsapat-játékoskeret                                                                        | Ausztrál férfi vízilabdacsapat-játékoskeret                                                 |
| --- | ------------------------------------------------------------------------------------------- |
| - Jamie Beadsworth - Richie Campbell - James Clark - Tim Cleland - Johnno Cotterill - Joel Dennerley - Rhys Howden | - Sam McGregor - William Miller - Aidan Roach - Thomas Whalan - Gavin Woods - Aaron Younger |

#### Eredmények
Csoportkör
A csoport
| Csapat              | M | Gy | D | V | G+ | G– | Gk  | P  |
| ------------------- | - | -- | - | - | -- | -- | --- | -- |
| Horvátország (CRO)  | 5 | 5  | 0 | 0 | 50 | 29 | +21 | 10 |
| Olaszország (ITA)   | 5 | 3  | 1 | 1 | 40 | 36 | +4  | 7  |
| Spanyolország (ESP) | 5 | 3  | 0 | 2 | 52 | 42 | +10 | 6  |
| Ausztrália (AUS)    | 5 | 2  | 0 | 3 | 40 | 44 | −4  | 4  |
| Görögország (GRE)   | 5 | 1  | 1 | 3 | 41 | 43 | −2  | 3  |
| Kazahsztán (KAZ)    | 5 | 0  | 0 | 5 | 24 | 53 | −29 | 0  |

| 2012. július 29. 14:10 (15:10) | Olaszország (ITA)    | 8–5         | Ausztrália (AUS) | Water Polo Arena, London Játékvezetők: Boris Margeta (SLO), Radoslaw Koryzna (POL) |
| 2012. július 29. 14:10 (15:10) | (3–0, 2–2, 0–1, 3–2) |             |                  | Water Polo Arena, London Játékvezetők: Boris Margeta (SLO), Radoslaw Koryzna (POL) |
| 2012. július 29. 14:10 (15:10) | Felugo, Giorgetti 2  | Jegyzőkönyv | öt játékos 1     | Water Polo Arena, London Játékvezetők: Boris Margeta (SLO), Radoslaw Koryzna (POL) |

| 2012. július 31. 14:10 (15:10) | Ausztrália (AUS)     | 7–4         | Kazahsztán (KAZ) | Water Polo Arena, London Játékvezetők: Adrian Alexandrescu (ROU), Ulrich Spiegel (GER) |
| 2012. július 31. 14:10 (15:10) | (2–1, 2–0, 2–2, 1–1) |             |                  | Water Polo Arena, London Játékvezetők: Adrian Alexandrescu (ROU), Ulrich Spiegel (GER) |
| 2012. július 31. 14:10 (15:10) | Howden 2             | Jegyzőkönyv | négy játékos 1   | Water Polo Arena, London Játékvezetők: Adrian Alexandrescu (ROU), Ulrich Spiegel (GER) |

| 2012. augusztus 2. 10:00 (11:00) | Spanyolország (ESP)  | 13–9        | Ausztrália (AUS) | Water Polo Arena, London Játékvezetők: Mihajlo Ćirić (SRB), Steven Rotsart (USA) |
| 2012. augusztus 2. 10:00 (11:00) | (2–1, 3–3, 4–1, 4–4) |             |                  | Water Polo Arena, London Játékvezetők: Mihajlo Ćirić (SRB), Steven Rotsart (USA) |
| 2012. augusztus 2. 10:00 (11:00) | három játékos 2      | Jegyzőkönyv | Miller 5         | Water Polo Arena, London Játékvezetők: Mihajlo Ćirić (SRB), Steven Rotsart (USA) |

| 2012. augusztus 4. 11:20 (12:20) | Horvátország (CRO)   | 11–6        | Ausztrália (AUS) | Water Polo Arena, London Játékvezetők: Ulrich Spiegel (GER), Juhász György (HUN) |
| 2012. augusztus 4. 11:20 (12:20) | (2–1, 3–1, 3–2, 3–2) |             |                  | Water Polo Arena, London Játékvezetők: Ulrich Spiegel (GER), Juhász György (HUN) |
| 2012. augusztus 4. 11:20 (12:20) | Joković 3            | Jegyzőkönyv | Whalan 3         | Water Polo Arena, London Játékvezetők: Ulrich Spiegel (GER), Juhász György (HUN) |

| 2012. augusztus 6. 11:20 (12:20) | Görögország (GRE)    | 8–13        | Ausztrália (AUS) | Water Polo Arena, London Játékvezetők: Mihajlo Ćirić (SRB), Sergi Sanchez (ESP) |
| 2012. augusztus 6. 11:20 (12:20) | (2–3, 3–5, 1–3, 2–2) |             |                  | Water Polo Arena, London Játékvezetők: Mihajlo Ćirić (SRB), Sergi Sanchez (ESP) |
| 2012. augusztus 6. 11:20 (12:20) | Hadzitheodóru 3      | Jegyzőkönyv | Howden 3         | Water Polo Arena, London Játékvezetők: Mihajlo Ćirić (SRB), Sergi Sanchez (ESP) |

Negyeddöntő
| 2012. augusztus 8. 15:50 (16:50) | Ausztrália (AUS)       | 8–11        | Szerbia (SRB) | Water Polo Arena, London Játékvezetők: Sergi Sanchez (ESP), Steven Rotsart (USA) |
| 2012. augusztus 8. 15:50 (16:50) | (3–2, 4–2, 1–2, 0–5)   |             |               | Water Polo Arena, London Játékvezetők: Sergi Sanchez (ESP), Steven Rotsart (USA) |
| 2012. augusztus 8. 15:50 (16:50) | Campbell, Beadsworth 2 | Jegyzőkönyv | Filipović 3   | Water Polo Arena, London Játékvezetők: Sergi Sanchez (ESP), Steven Rotsart (USA) |

Az 5–8. helyért
| 2012. augusztus 10. 18:30 (19:30) | Magyarország (HUN)   | 10–9        | Ausztrália (AUS) | Water Polo Arena, London Játékvezetők: Mihajlo Ćirić (SRB), German Moller (ARG) |
| 2012. augusztus 10. 18:30 (19:30) | (4–2, 2–4, 1–0, 3–3) |             |                  | Water Polo Arena, London Játékvezetők: Mihajlo Ćirić (SRB), German Moller (ARG) |
| 2012. augusztus 10. 18:30 (19:30) | Madaras, Biros 3     | Jegyzőkönyv | három játékos 2  | Water Polo Arena, London Játékvezetők: Mihajlo Ćirić (SRB), German Moller (ARG) |

A 7. helyért
| 2012. augusztus 12. 10:20 (11:20) | Egyesült Államok (USA) | 9–10        | Ausztrália (AUS)   | Water Polo Arena, London Játékvezetők: Dragan Stampalija (CRO), Ulrich Spiegel (GER) |
| 2012. augusztus 12. 10:20 (11:20) | (1–3, 2–2, 1–3, 5–2)   |             |                    | Water Polo Arena, London Játékvezetők: Dragan Stampalija (CRO), Ulrich Spiegel (GER) |
| 2012. augusztus 12. 10:20 (11:20) | négy játékos 2         | Jegyzőkönyv | Miller, Campbell 3 | Water Polo Arena, London Játékvezetők: Dragan Stampalija (CRO), Ulrich Spiegel (GER) |

| Csapat           | Helyezés |
| ---------------- | -------- |
| Ausztrália (AUS) | 7.       |

### Női
| Ausztrál női vízilabdacsapat-játékoskeret                                                                               | Ausztrál női vízilabdacsapat-játékoskeret                                                         |
| --- | ------------------------------------------------------------------------------------------------- |
| - Gemma Beadsworth - Victoria Brown - Kate Gynther - Bronwen Knox - Holly Lincoln-Smith - Alicia McCormack - Jane Moran | - Glencora Ralph - Mel Rippon - Sophie Smith - Ashleigh Southern - Rowena Webster - Nicola Zagame |

#### Eredmények
Csoportkör
B csoport
| Csapat               | M | Gy | D | V | G+ | G– | Gk  | P |
| -------------------- | - | -- | - | - | -- | -- | --- | - |
| Ausztrália (AUS)     | 3 | 3  | 0 | 0 | 37 | 19 | +18 | 6 |
| Oroszország (RUS)    | 3 | 2  | 0 | 1 | 22 | 21 | +1  | 4 |
| Olaszország (ITA)    | 3 | 1  | 0 | 2 | 22 | 22 | 0   | 2 |
| Nagy-Britannia (GBR) | 3 | 0  | 0 | 3 | 14 | 33 | −19 | 0 |

| 2012. július 30. 18:20 (19:20) | Olaszország (ITA)    | 8–10        | Ausztrália (AUS) | Water Polo Arena, London Játékvezetők: Steven Rotsart (USA), Juhász György (HUN) |
| 2012. július 30. 18:20 (19:20) | (1–2, 3–2, 0–4, 4–2) |             |                  | Water Polo Arena, London Játékvezetők: Steven Rotsart (USA), Juhász György (HUN) |
| 2012. július 30. 18:20 (19:20) | Di Mario, Radicchi 2 | Jegyzőkönyv | Gynther 3        | Water Polo Arena, London Játékvezetők: Steven Rotsart (USA), Juhász György (HUN) |

| 2012. augusztus 1. 19:40 (20:40) | Nagy-Britannia (GBR) | 3–16        | Ausztrália (AUS) | Water Polo Arena, London Játékvezetők: Gus Pinker (RSA), Denis Danelon (BRA) |
| 2012. augusztus 1. 19:40 (20:40) | (1–3, 1–3, 1–5, 0–5) |             |                  | Water Polo Arena, London Játékvezetők: Gus Pinker (RSA), Denis Danelon (BRA) |
| 2012. augusztus 1. 19:40 (20:40) | Wilcox 2             | Jegyzőkönyv | Webster 5        | Water Polo Arena, London Játékvezetők: Gus Pinker (RSA), Denis Danelon (BRA) |

| 2012. augusztus 3. 18:20 (19:20) | Oroszország (RUS)    | 8–11        | Ausztrália (AUS) | Water Polo Arena, London Játékvezetők: Dragan Stampalja (CRO), Marie Deslieres (CAN) |
| 2012. augusztus 3. 18:20 (19:20) | (4–6, 1–2, 1–0, 2–3) |             |                  | Water Polo Arena, London Játékvezetők: Dragan Stampalja (CRO), Marie Deslieres (CAN) |
| 2012. augusztus 3. 18:20 (19:20) | Liszunova 3          | Jegyzőkönyv | Gynther 2        | Water Polo Arena, London Játékvezetők: Dragan Stampalja (CRO), Marie Deslieres (CAN) |

Negyeddöntő
| 2012. augusztus 5. 16:10 (17:10) | Kína (CHN)                | 16–16 (h. u.) | Ausztrália (AUS) | Water Polo Arena, London Játékvezetők: Georgios Stavridis (GRE), Dragan Stampalija (CRO) |
| 2012. augusztus 5. 16:10 (17:10) | (5–5, 3–3, 4–2, 2–4, 2–2) |               |                  | Water Polo Arena, London Játékvezetők: Georgios Stavridis (GRE), Dragan Stampalija (CRO) |
| 2012. augusztus 5. 16:10 (17:10) | Ma Huanhuan 4             | Jegyzőkönyv   | Ralph, Zagame 3  | Water Polo Arena, London Játékvezetők: Georgios Stavridis (GRE), Dragan Stampalija (CRO) |
| 2012. augusztus 5. 16:10 (17:10) | Büntetőpárbaj:            |               |                  | Water Polo Arena, London Játékvezetők: Georgios Stavridis (GRE), Dragan Stampalija (CRO) |
| 2012. augusztus 5. 16:10 (17:10) | 2–4                       |               |                  | Water Polo Arena, London Játékvezetők: Georgios Stavridis (GRE), Dragan Stampalija (CRO) |

Elődöntő
| 2012. augusztus 7. 15:30 (16:30) | Egyesült Államok (USA)    | 11–9 (h. u.) | Ausztrália (AUS) | Water Polo Arena, London Játékvezetők: Ulrich Spiegel (GER), Marie Deslieres (CAN) |
| 2012. augusztus 7. 15:30 (16:30) | (3–3, 3–2, 1–1, 2–3, 2–0) |              |                  | Water Polo Arena, London Játékvezetők: Ulrich Spiegel (GER), Marie Deslieres (CAN) |
| 2012. augusztus 7. 15:30 (16:30) | Steffens 4                | Jegyzőkönyv  | Southern 4       | Water Polo Arena, London Játékvezetők: Ulrich Spiegel (GER), Marie Deslieres (CAN) |

Bronzmérkőzés
| 2012. augusztus 9. 18:40 (19:40) | Ausztrália (AUS)          | 13–11 (h. u.) | Magyarország (HUN) | Water Polo Arena, London Játékvezetők: Adrian Alexandrescu (ROU), Dragan Stampalija (CRO) |
| 2012. augusztus 9. 18:40 (19:40) | (2–1, 5–3, 3–4, 1–3, 2–0) |               |                    | Water Polo Arena, London Játékvezetők: Adrian Alexandrescu (ROU), Dragan Stampalija (CRO) |
| 2012. augusztus 9. 18:40 (19:40) | Beadsworth 4              | Jegyzőkönyv   | Keszthelyi 3       | Water Polo Arena, London Játékvezetők: Adrian Alexandrescu (ROU), Dragan Stampalija (CRO) |

| Csapat           | Helyezés |
| ---------------- | -------- |
| Ausztrália (AUS) |          |